# Biserica de lemn din Chichișa

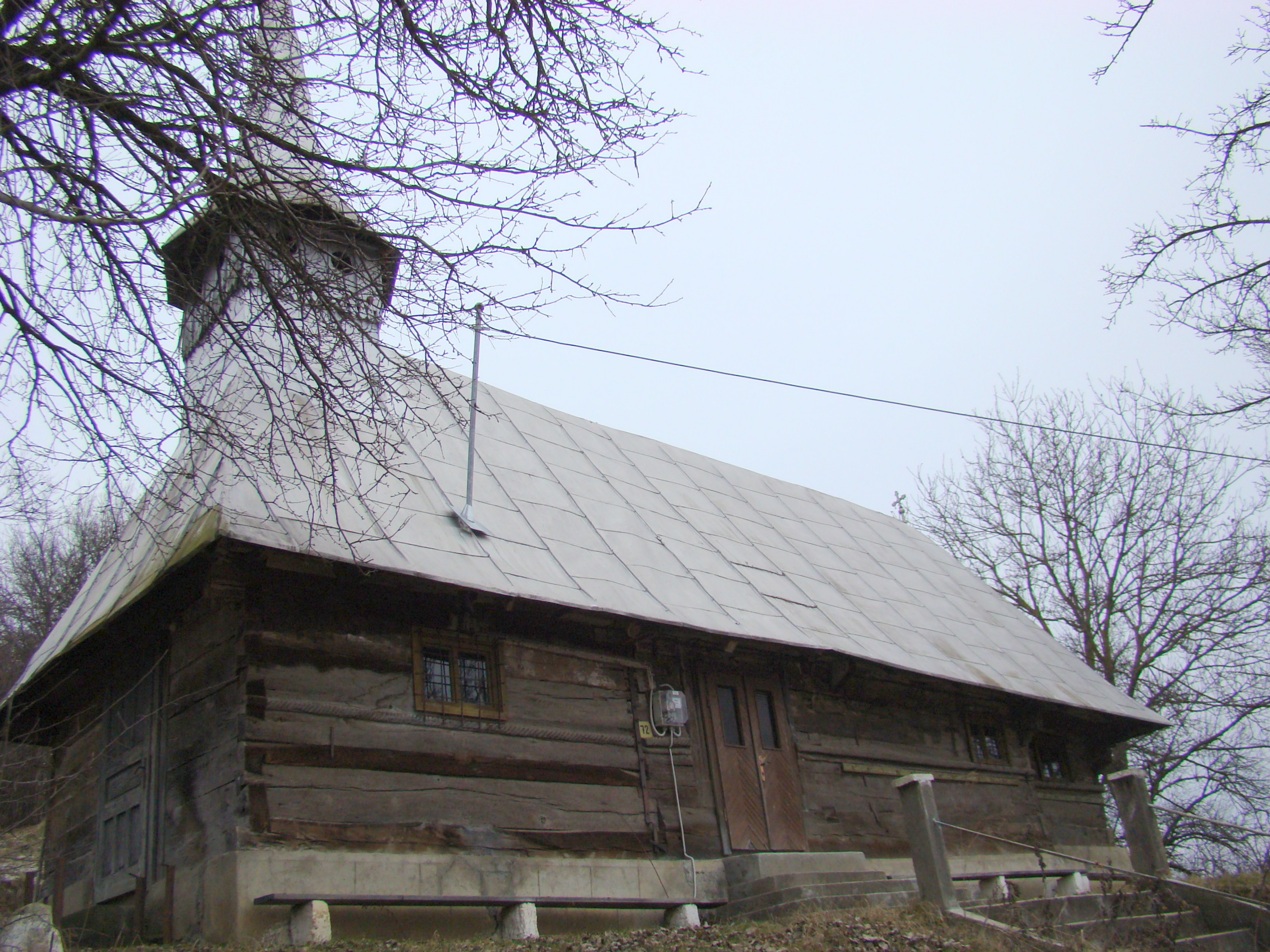
Biserica de lemn Sf.Arhangheli din Chichișa, foto: decembrie 2008.

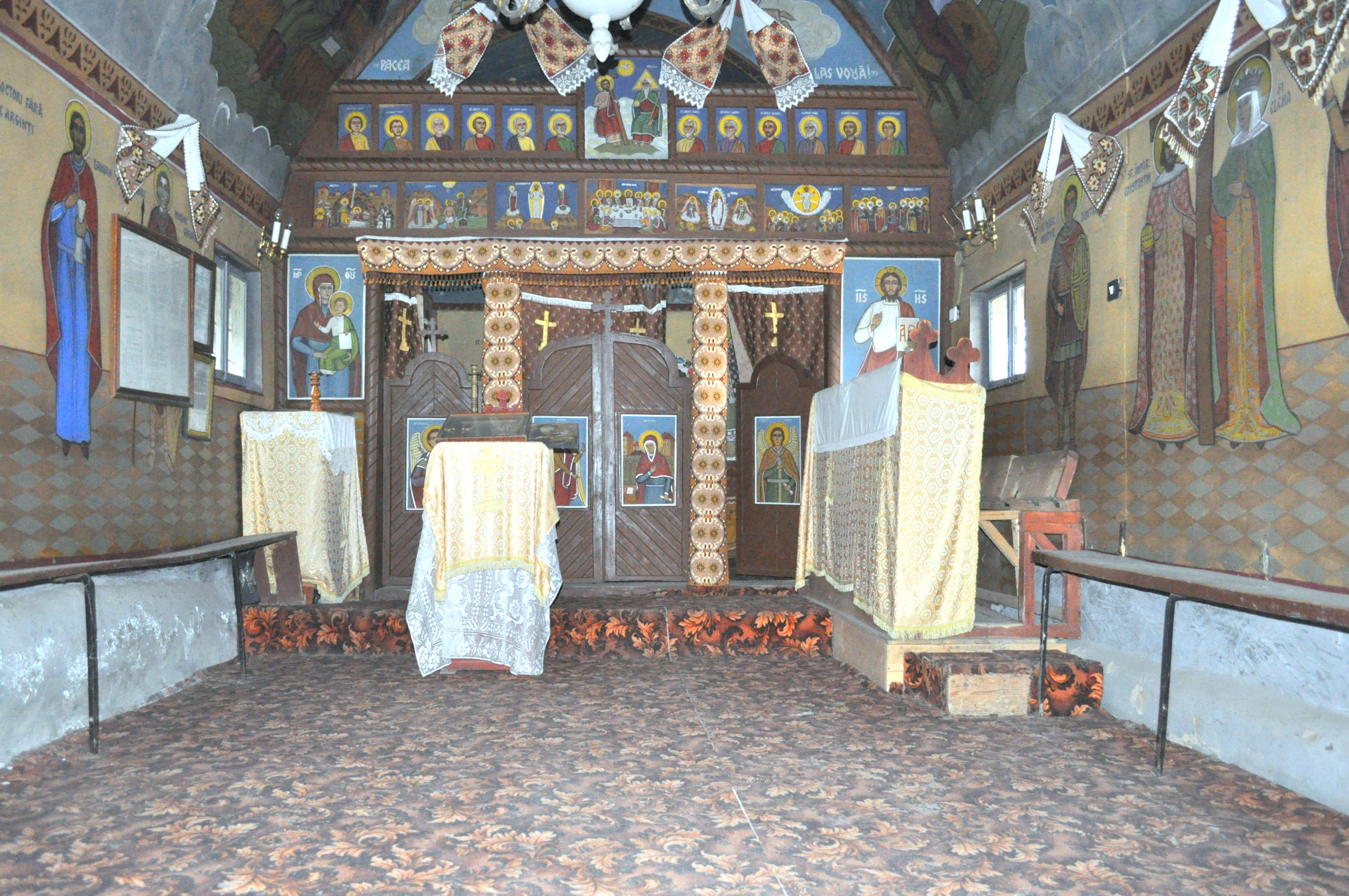
Nava spre iconostas

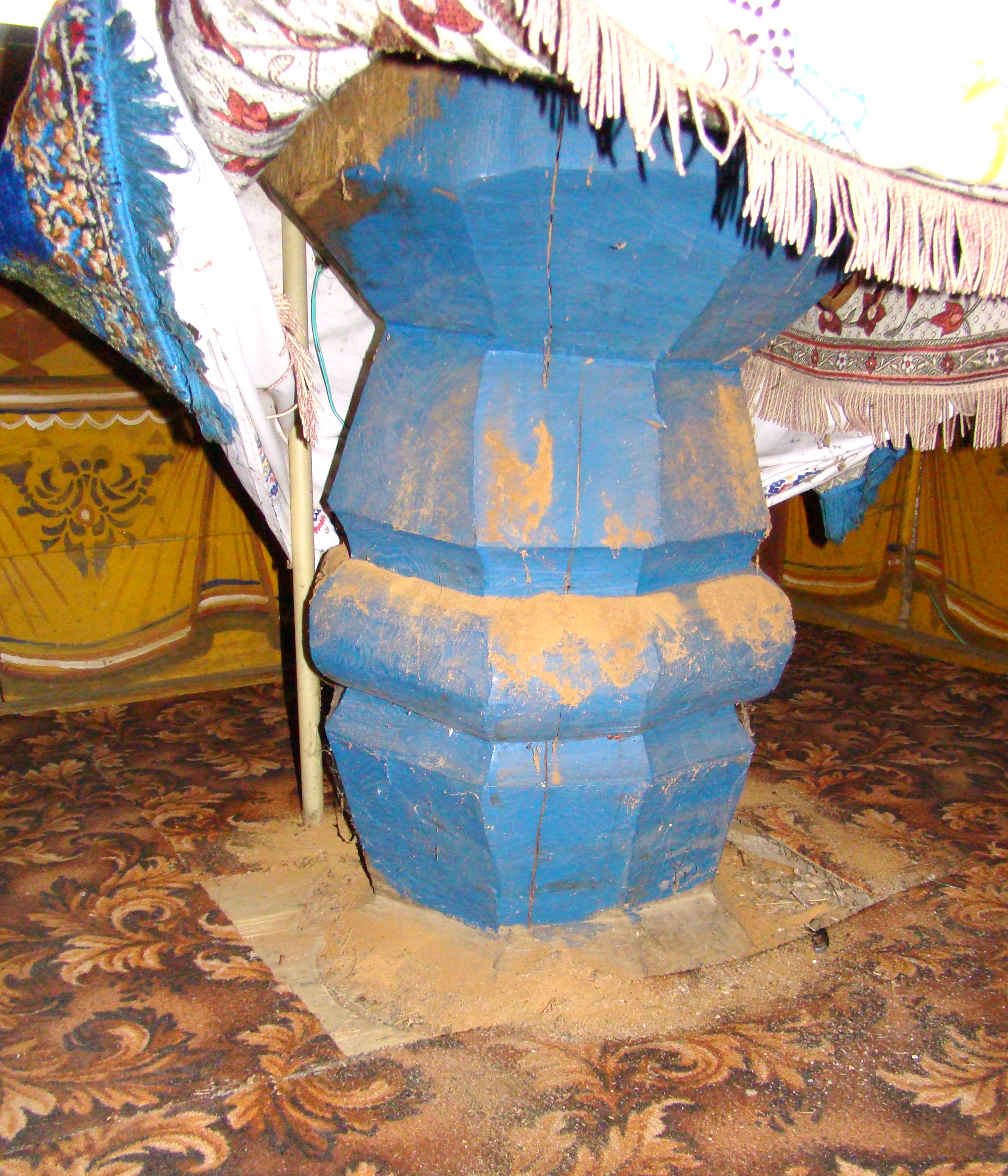
Piciorul mesei altarului

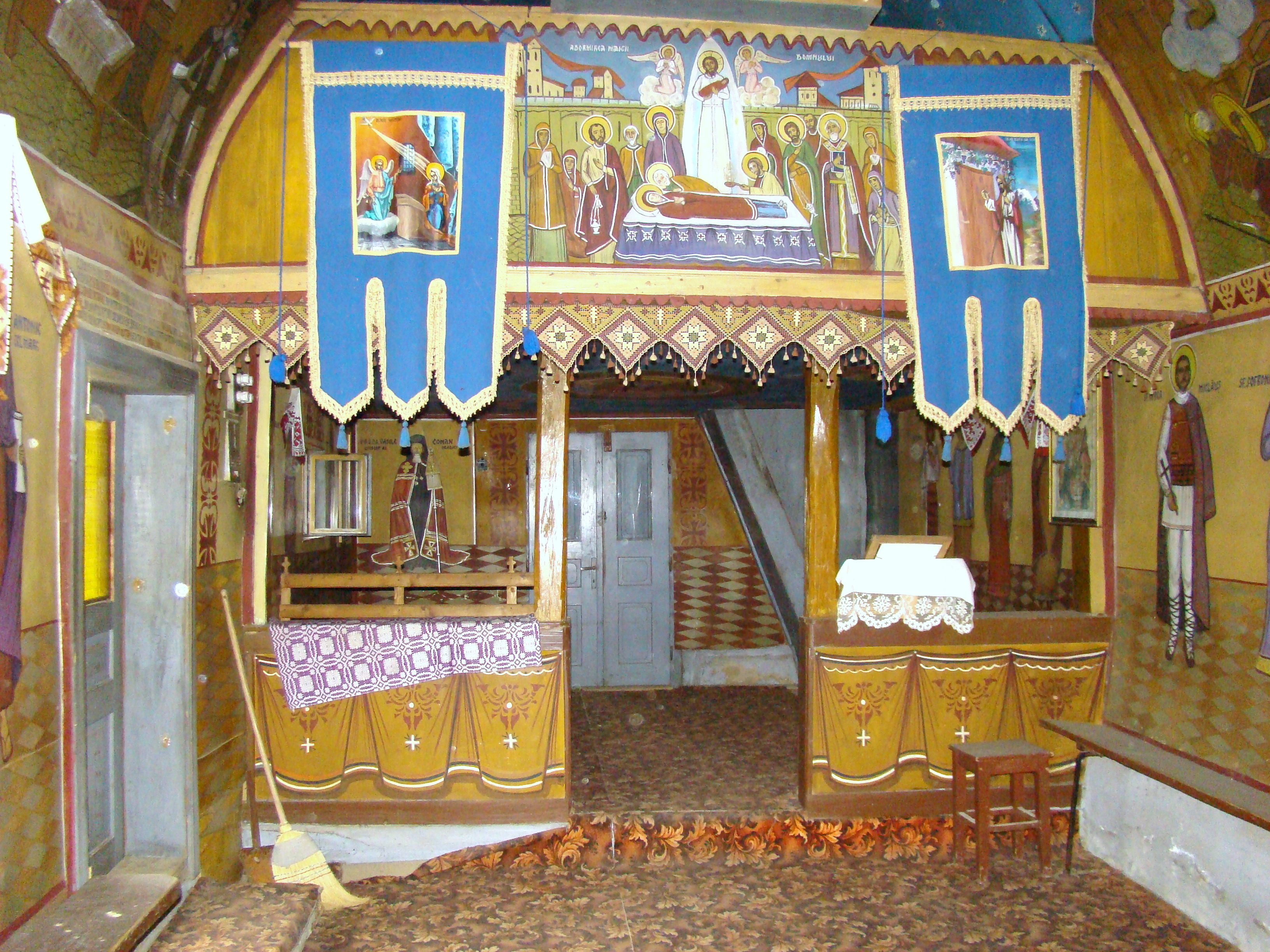
Nava spre ieșire

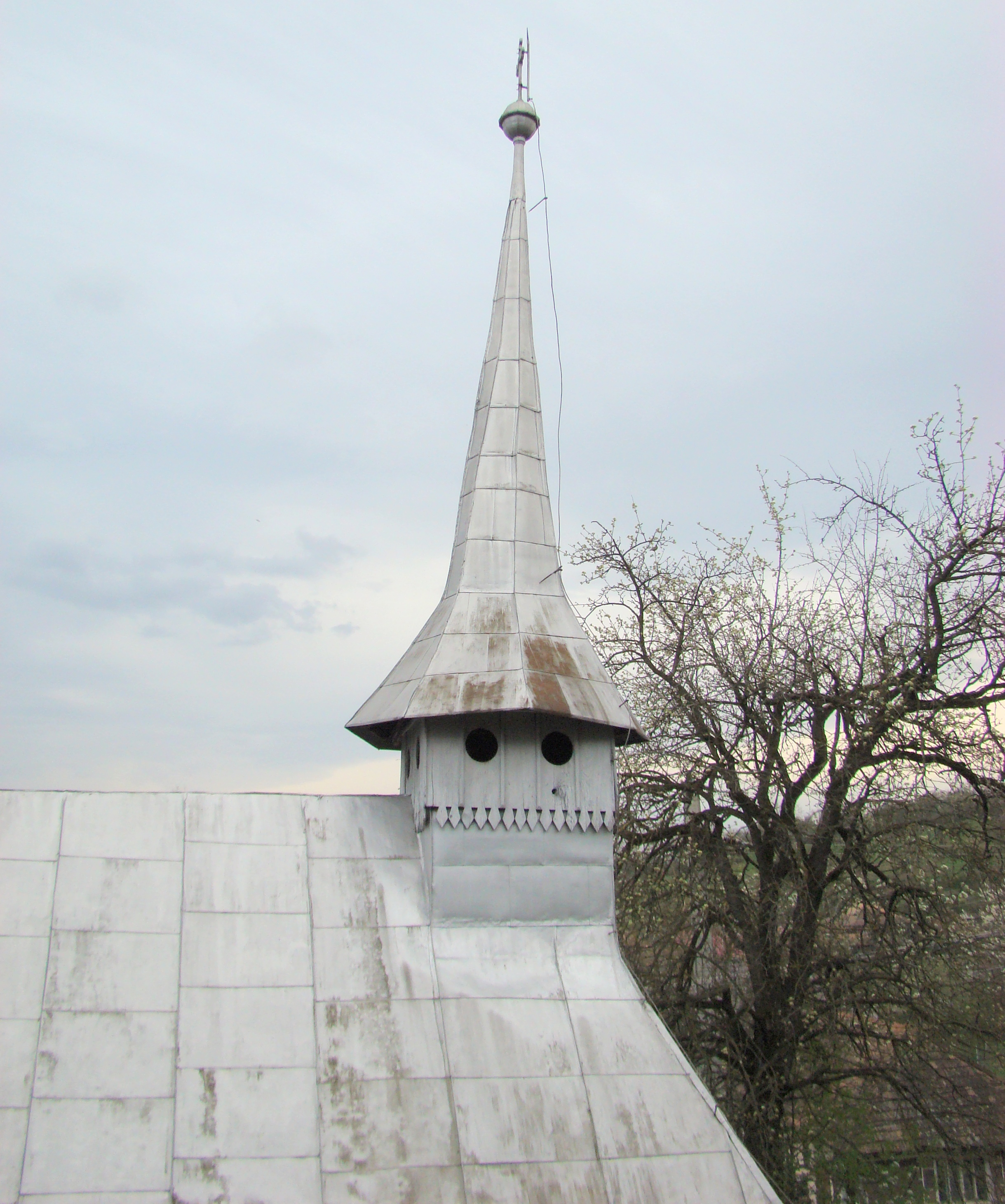
Turnul–clopotniță

Biserica de lemn din Chichișa se află în localitatea omonimă din județul Sălaj și datează din anul 1739. Pictura este atribuită zugravului Ioan Pop din Românași, executată în anul 1797. Biserica se află pe noua listă a monumentelor istorice sub codul LMI: SJ-II-m-B-05037.

## Istoric și trăsături
Din inscriptia de ridicare a bisericii de lemn "Sfinții Arhangheli Mihail și Gavriil" din Chichisa, se mai poate citi doar atât: "Această sfântă biserică o au făcut Donca Dumitru ..." Citat anterior, anul 1739 este amintit în lucrări bibliografice. Planul este dreptunghiular, cu absida decroșată, pătrată. Pereții, alcătuiți din cinci bârne, au măsurat inițial 9,10/3,90 m, însă în secolul al XVIII-lea au fost măriți prin adăugarea unui alt pronaos, cel vechi fiind înglobat naosului. Probabil că anul 1739 se referă la aceasta importantă intervenție, căci proporțiile inițiale clasează biserica la începutul secolului al XVII-lea.
Ancadramentul ușii de intrare este ornamentat cu două chenare în "frânghie" și un vrej, iar la bază are o rozetă. Pe motivul "frânghiei" este împletit și brâul median al pereților, cel de pe latura de sud a vechii nave fiind însă însoțit, în partea de sus, de un chenar din linii frânte (dințișori).
Ultimele reparații au adus schimbări regretabile, o dată cu refacerea bolții semicilindrice a naosului, dispărând și decorul pictat. Bolta semicilindrică a altarului se încheie la est într-un timpan, ce face legătura cu pereții printr-o suprafață plană.
Biserica păstreaza icoane din secolul al XVIII-lea realizate de zugravul Ioan Pop din Românași, care a pictat și interiorul lăcașului. Pe icoana "Deisis", de format mare, este cioplit în lemnul ramei, cu chenar în "frânghie", anul 1797.
Ușile împărătești, pictate de popa Toader Faur în 1805, dezvăluie prin analogie autorul altor icoane: "Maria cu pruncul" - 1815, "Sfântul Nicolae" - 1816 și "Arhanghelul Mihail".
Biserica a fost sfințită pentru prima dată de către Episcopul Vasile Coman al Oradei în data de 22 august 1982, înconjurat de un sobor de preoți și diaconi. Din păcate, în prezent, din zestrea originară a bisericii nu se mai păstrează decât piciorul mesei altarului. În timpul lucrărilor de „înnoire” dintre anii 1976–1982 biserica a fost repictată, cu o pictură de o slabă calitate, icoanelor de patrimoniu li s–a pierdut urma, iar numeroasele modificări efectuate și la exterior (lungirea cu circa 4 metri în anul 1960, înlocuirea tot atunci a șindrilei cu tablă zincată etc.), au denaturat mult aspectul bisericii.

## Imagini din interior

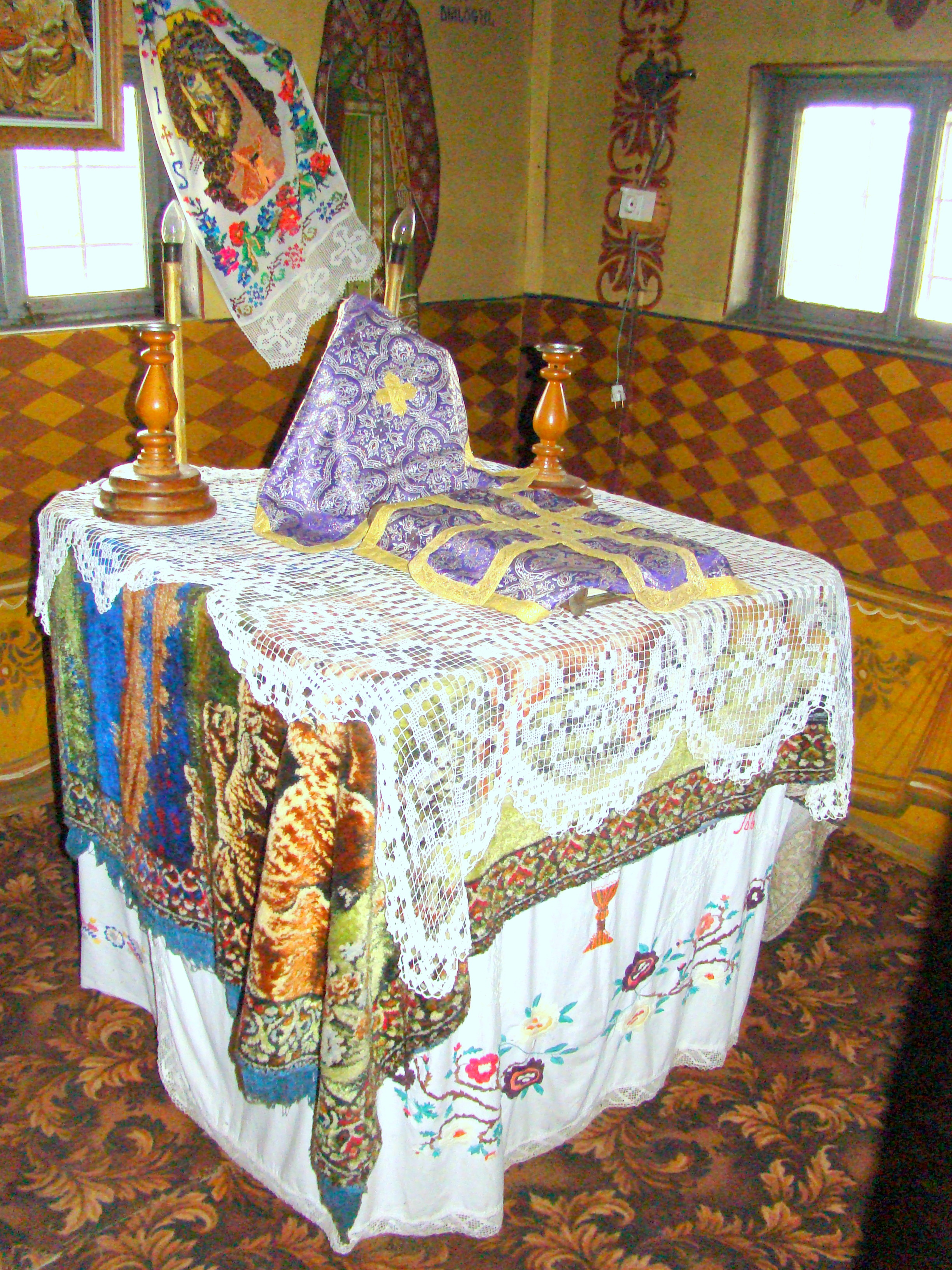
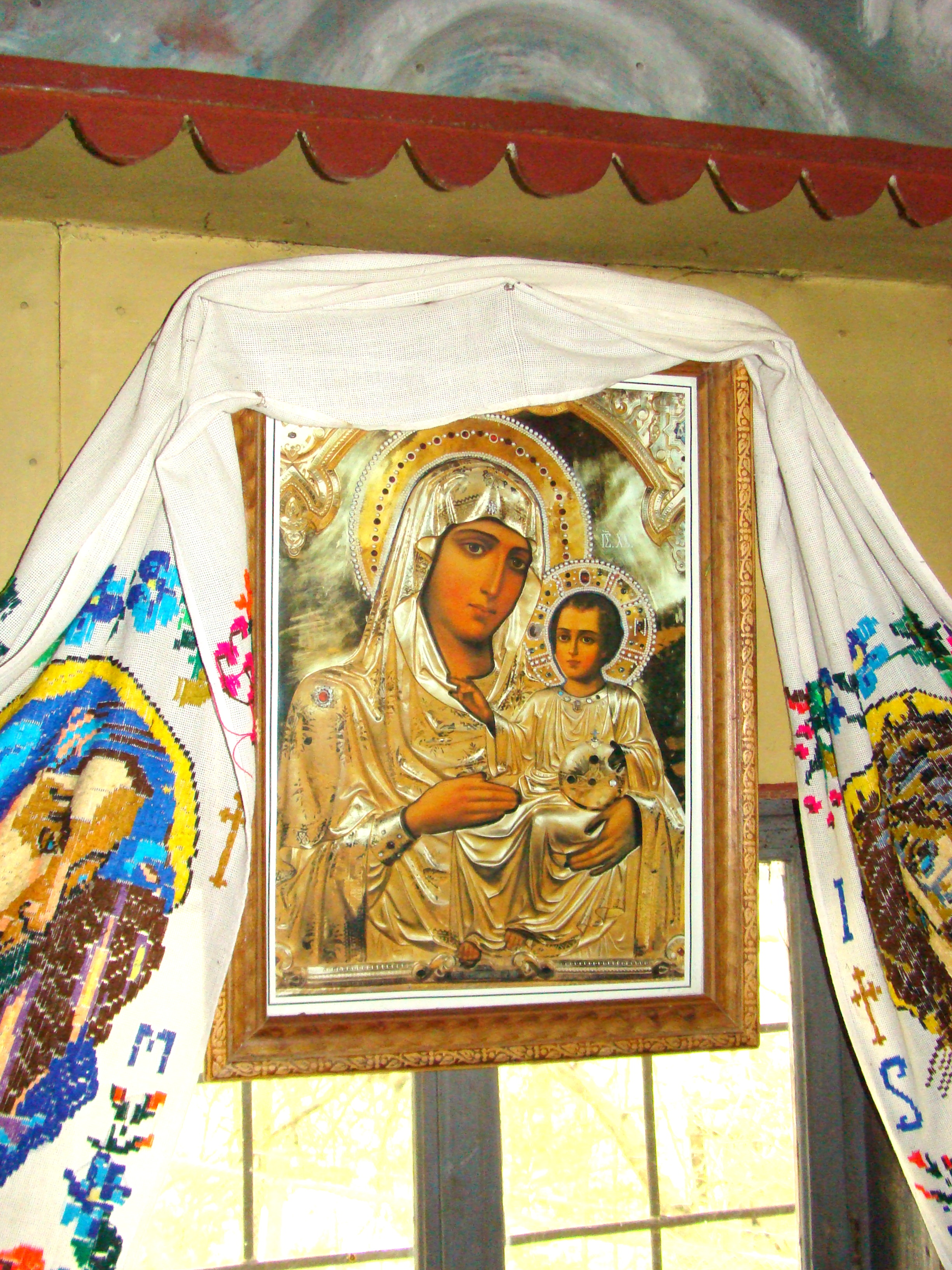
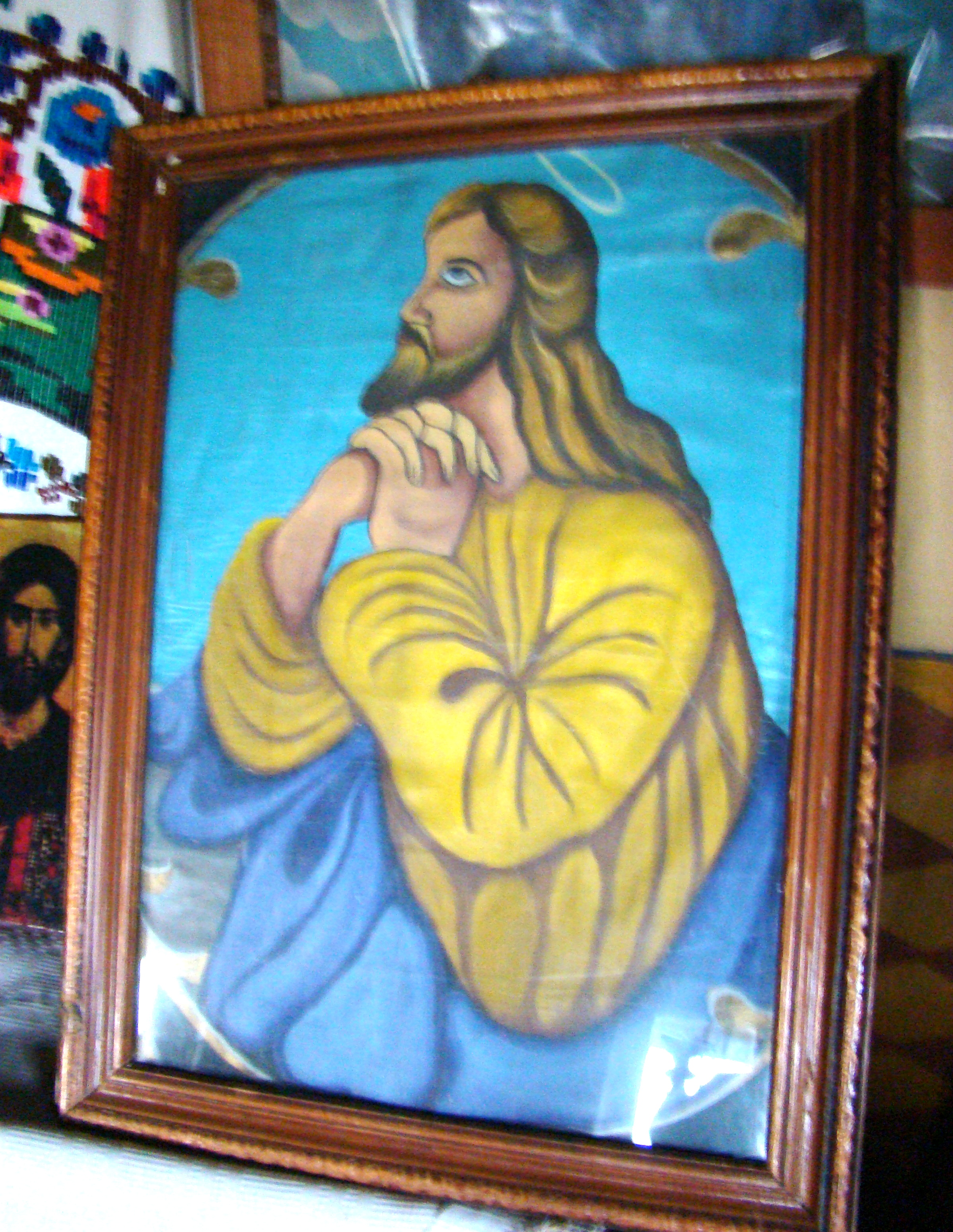
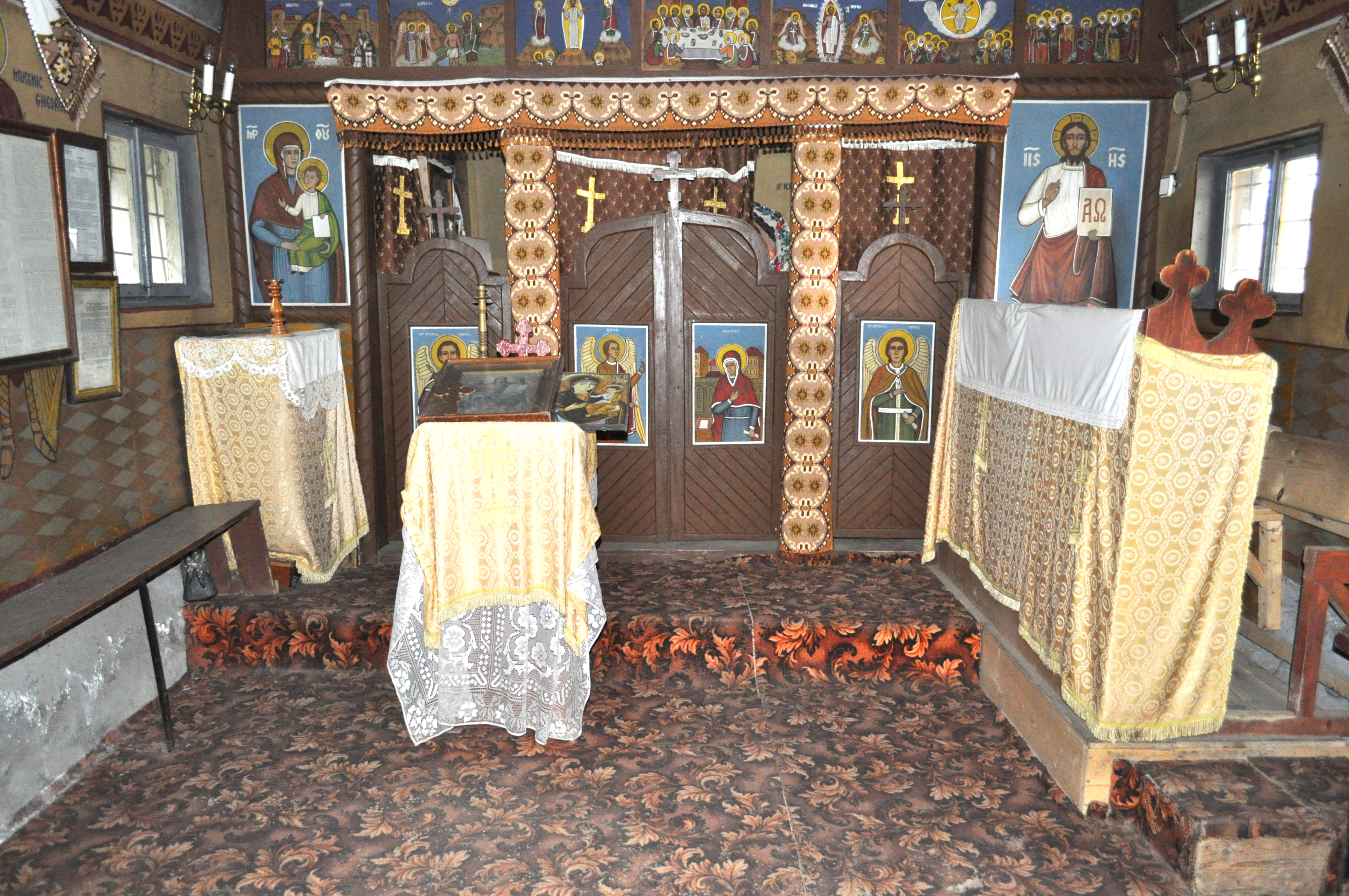
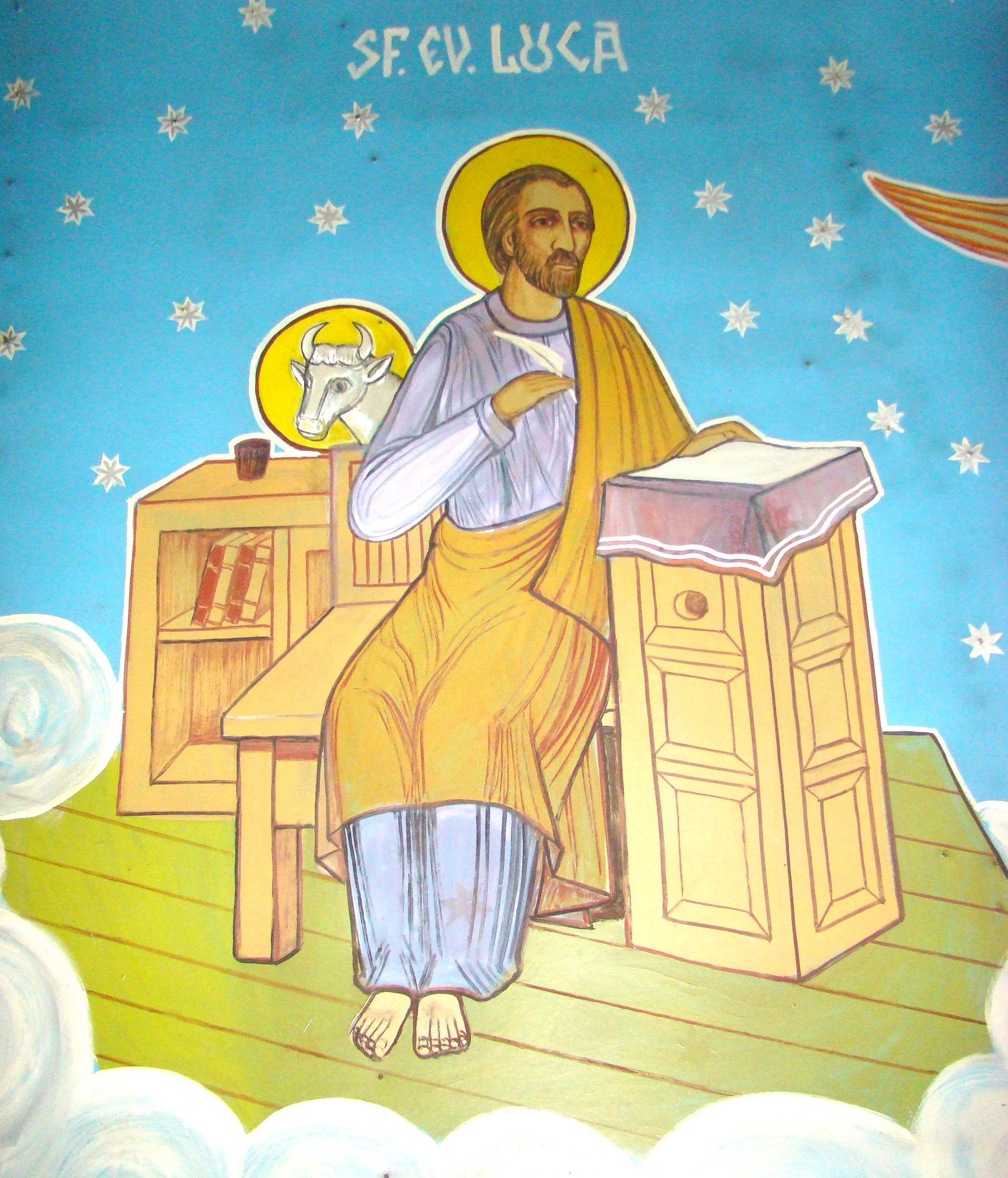
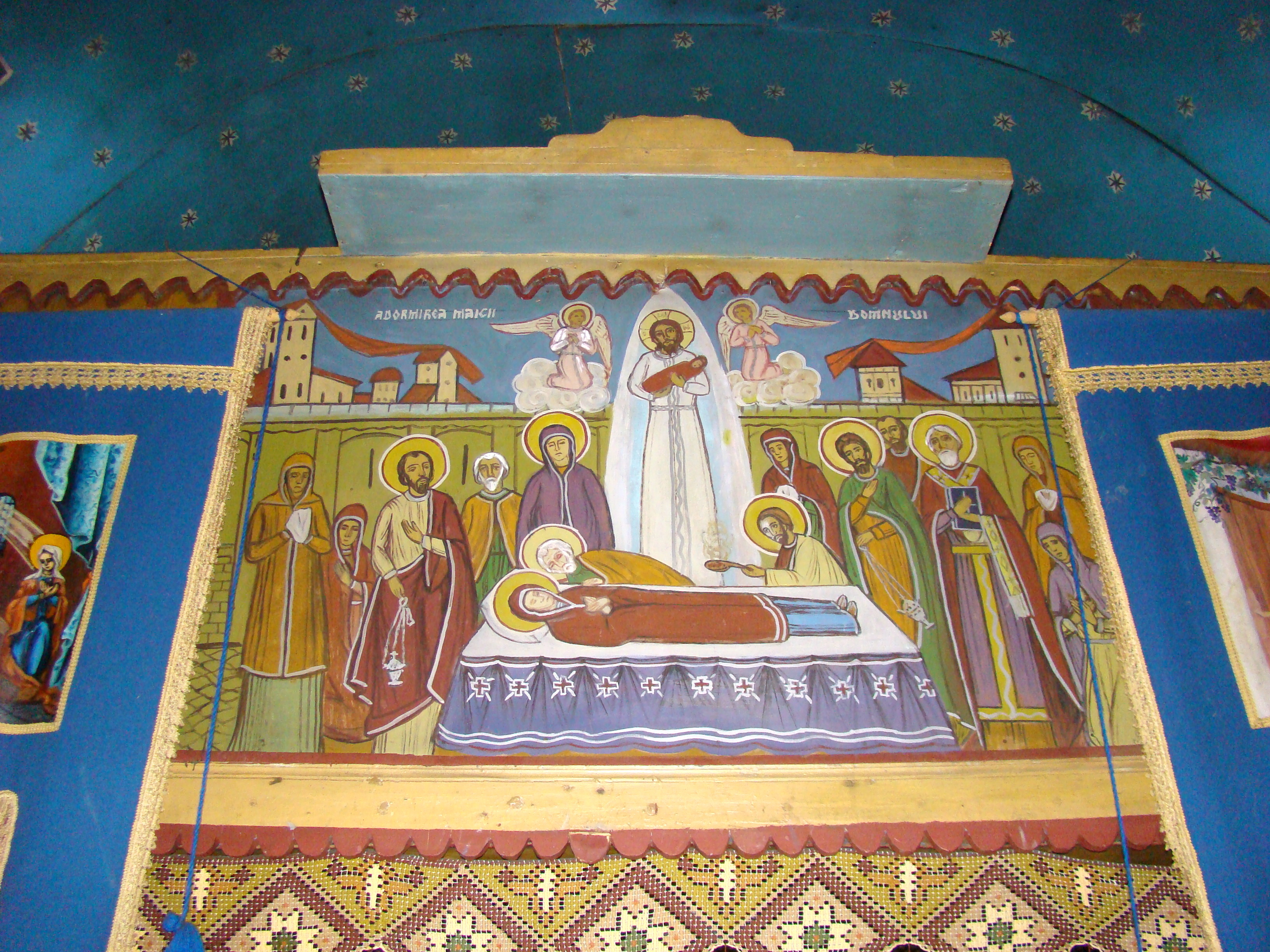
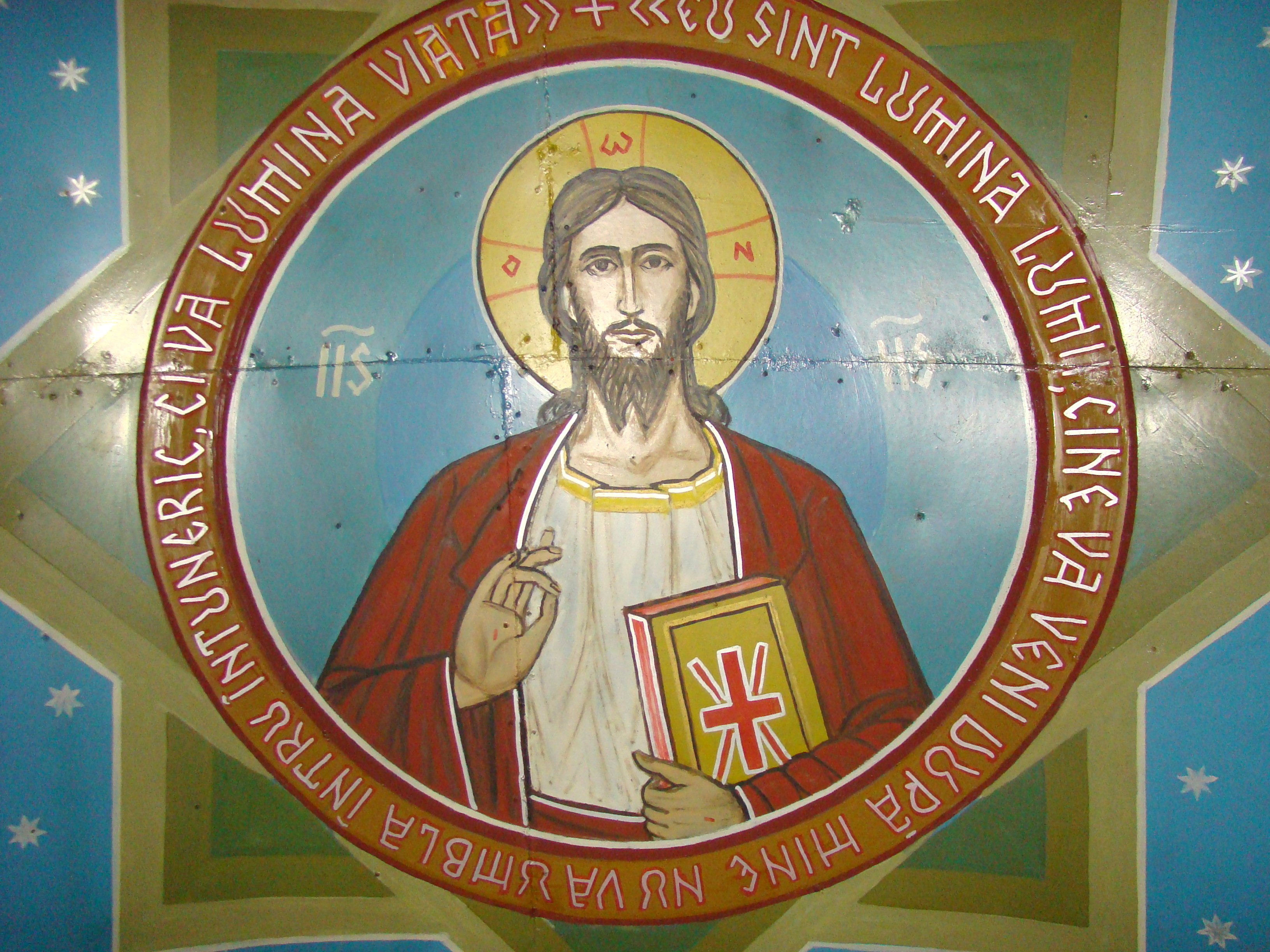
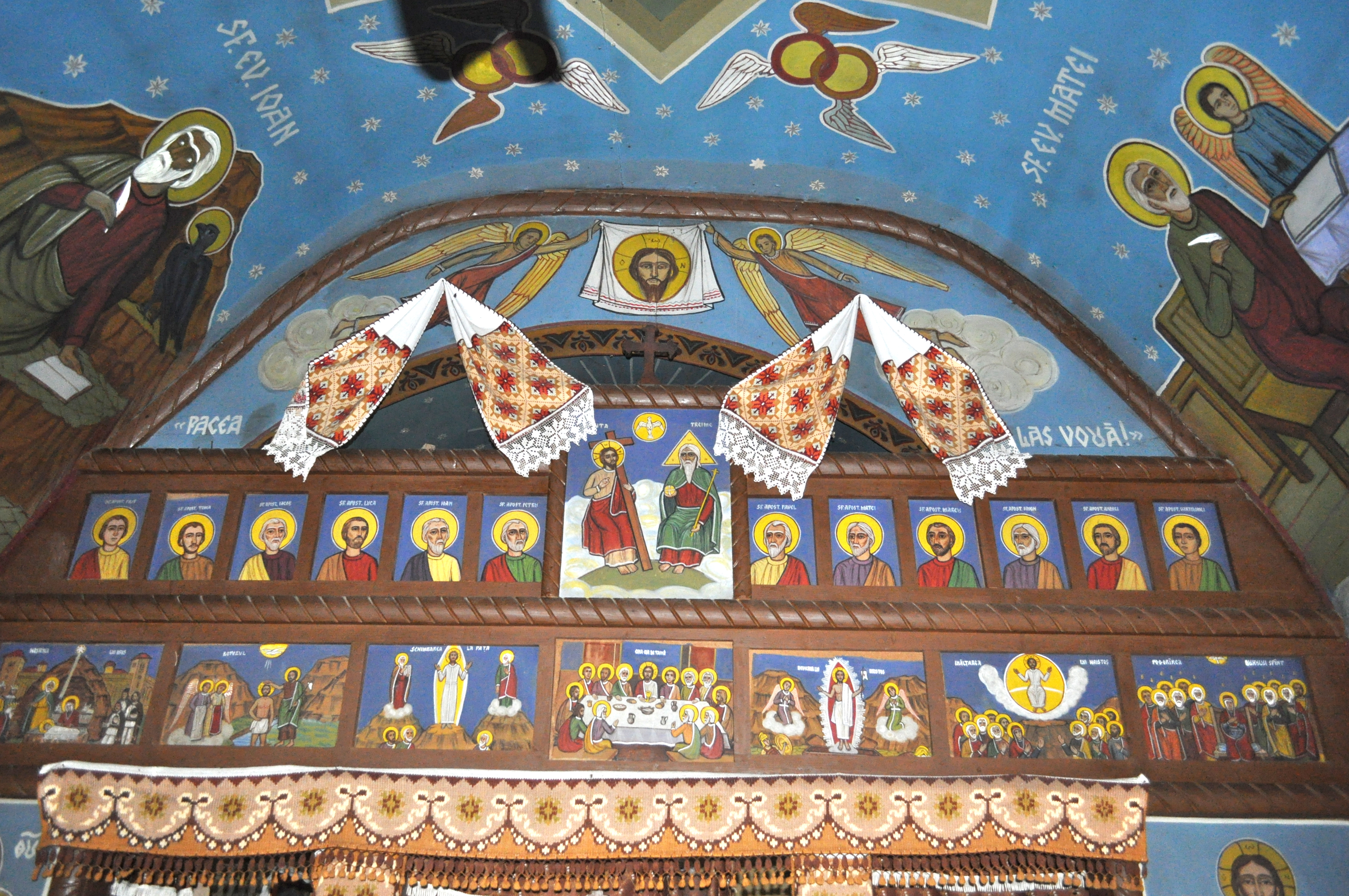
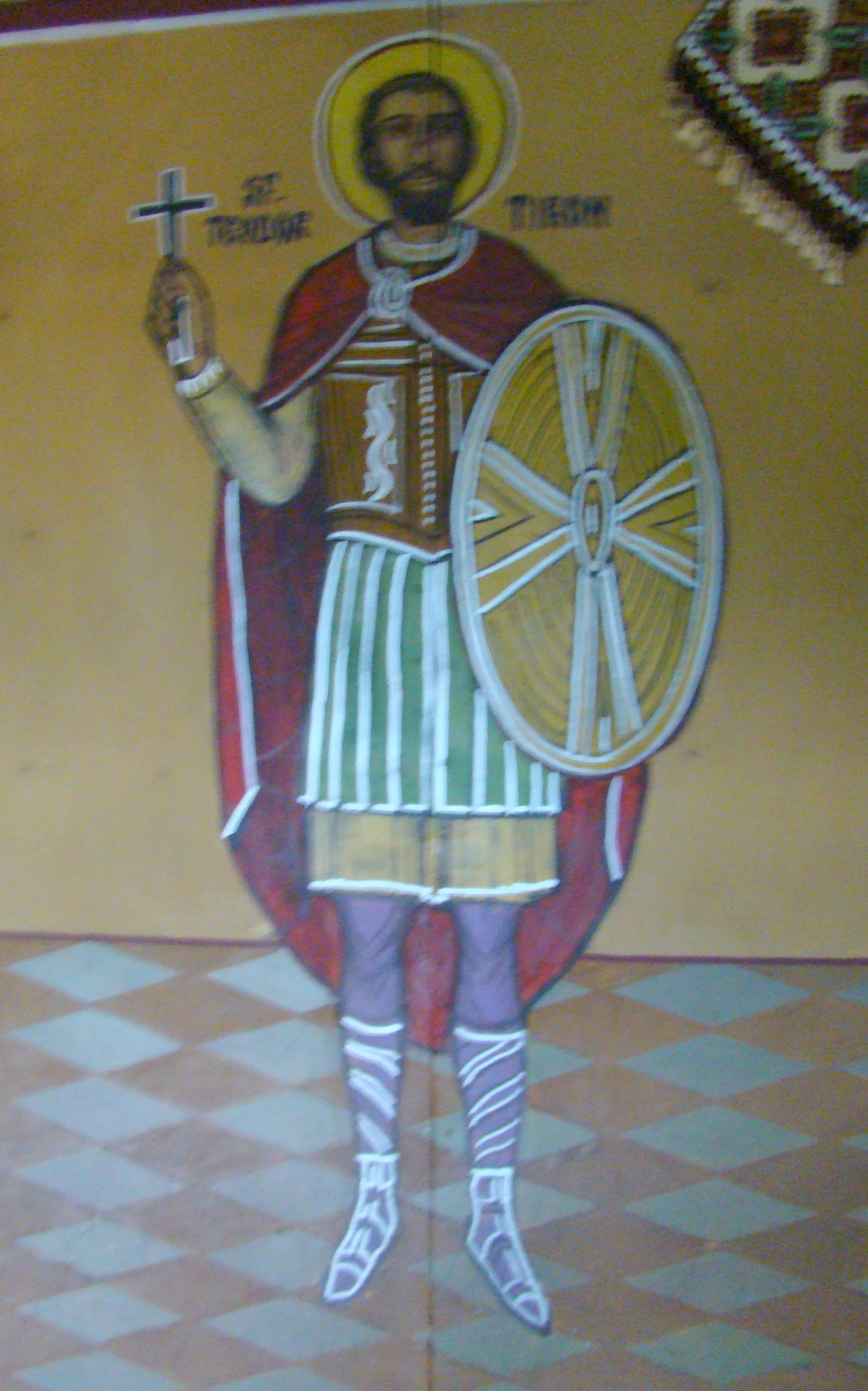
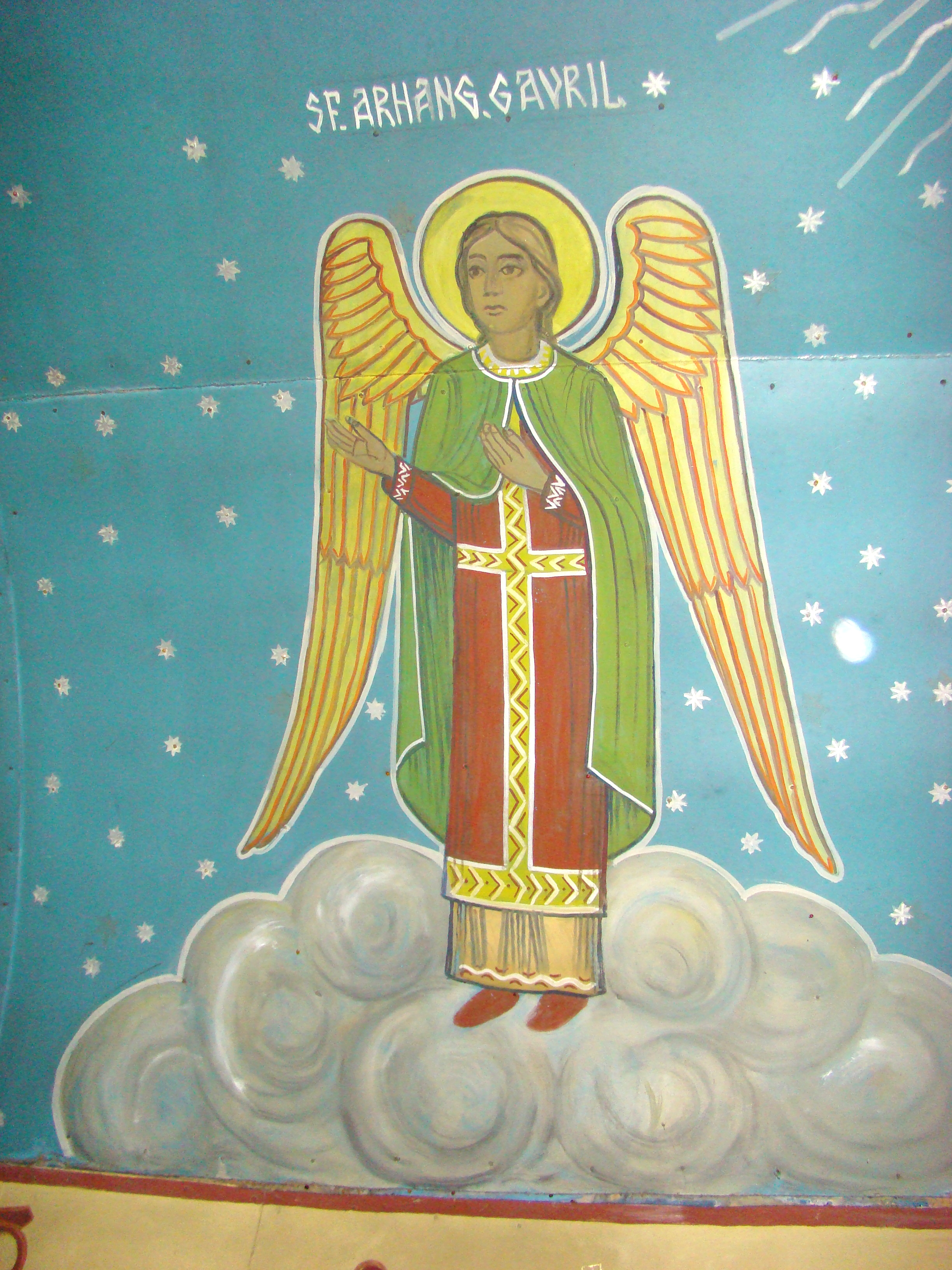
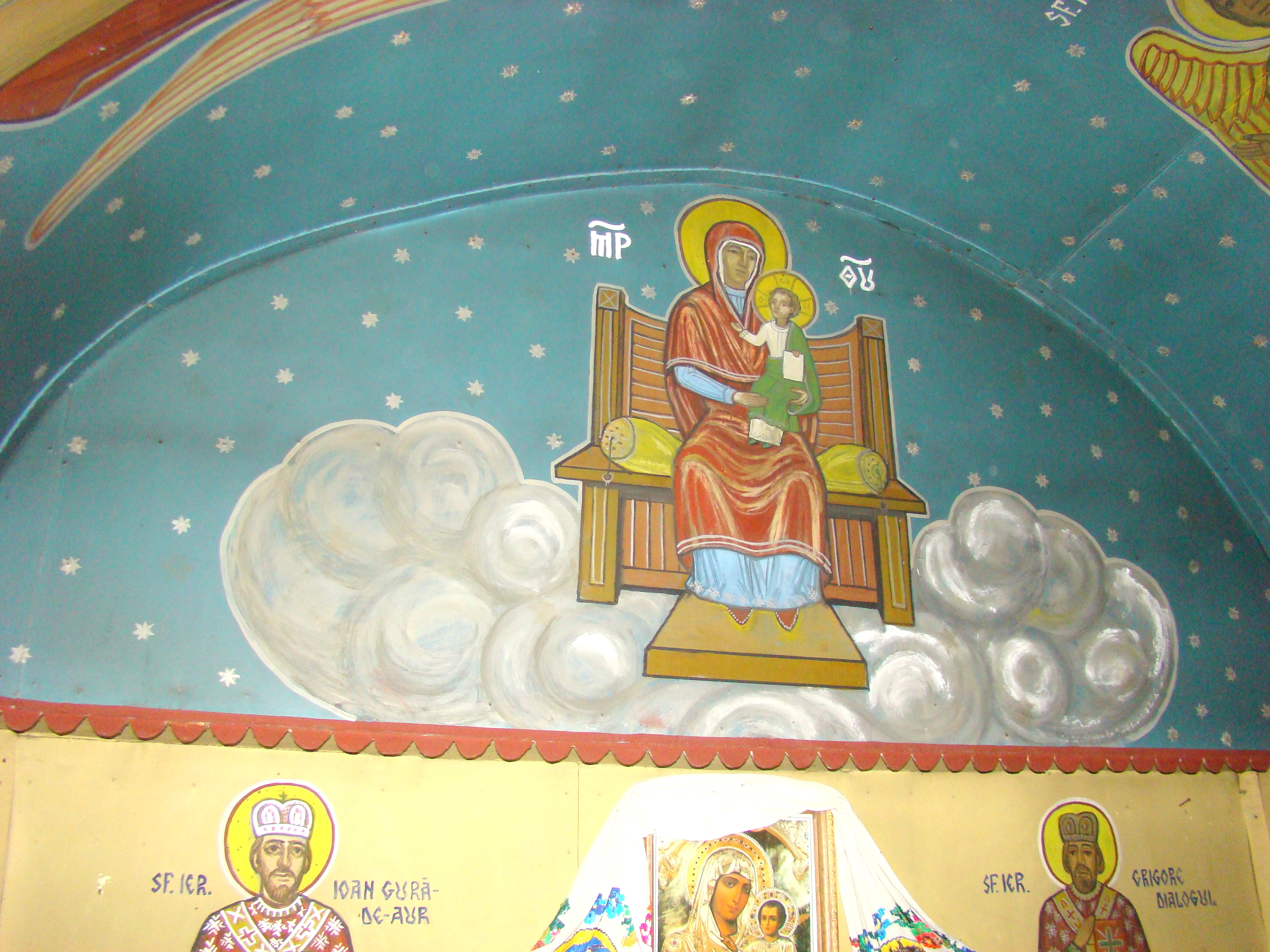
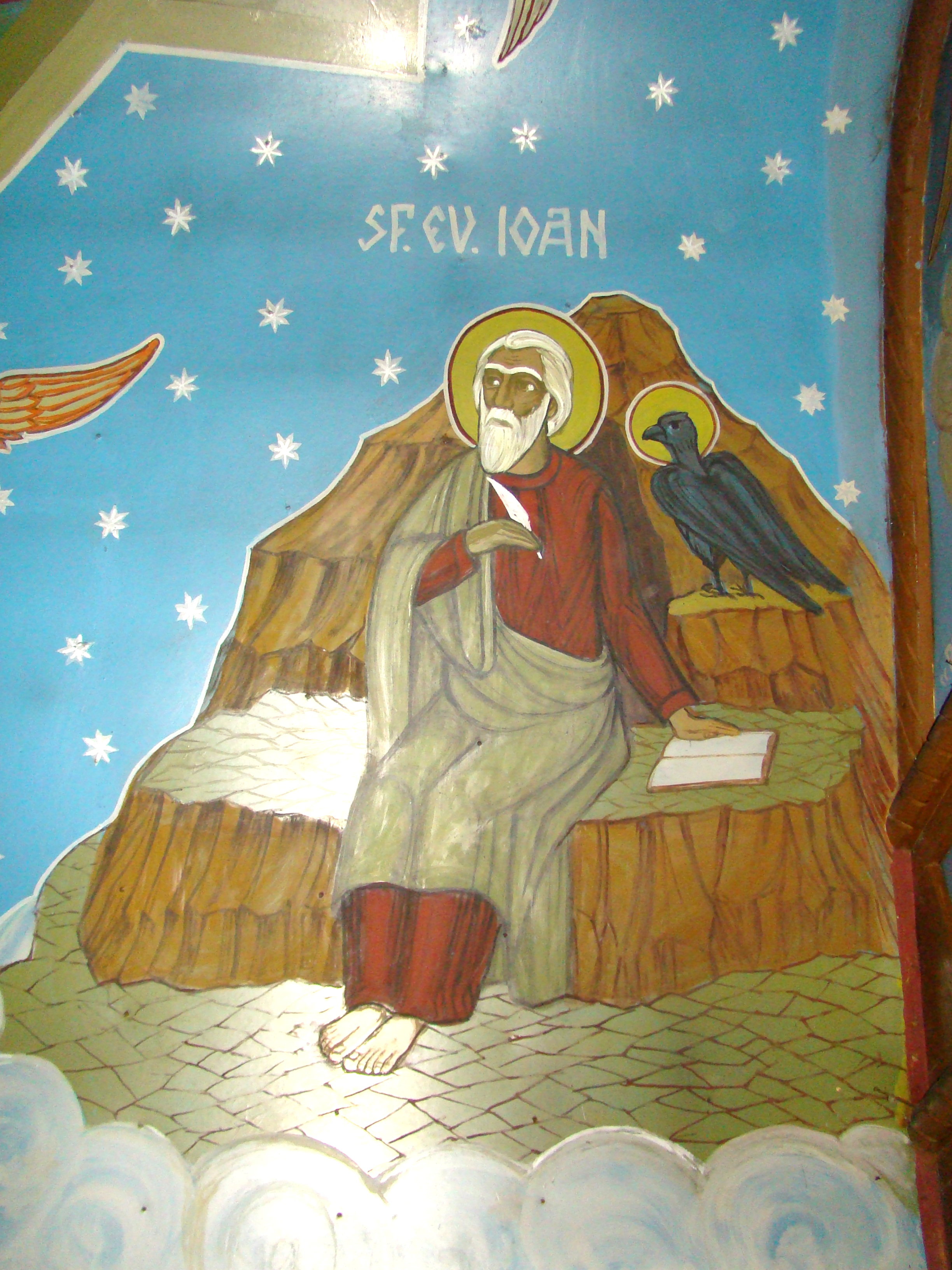

1. ↑  Petrean-Păușan, Ileana (2008). Bisericile de lemn din Sălaj - schițe monografice, foto album -. Zalău: Silvania. p. 62. ISBN 978-973-7817-74-7.

## Imagini din exterior

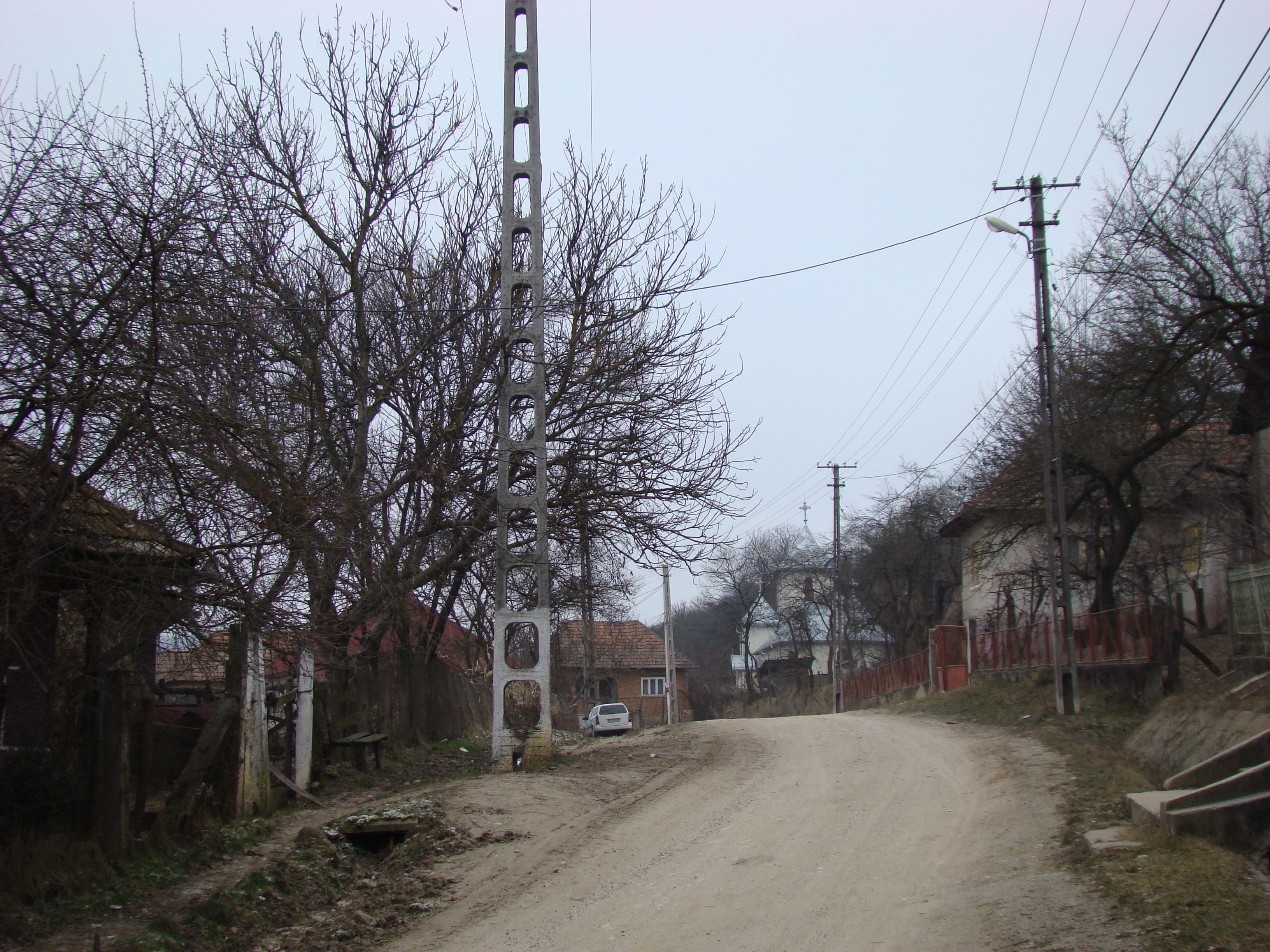
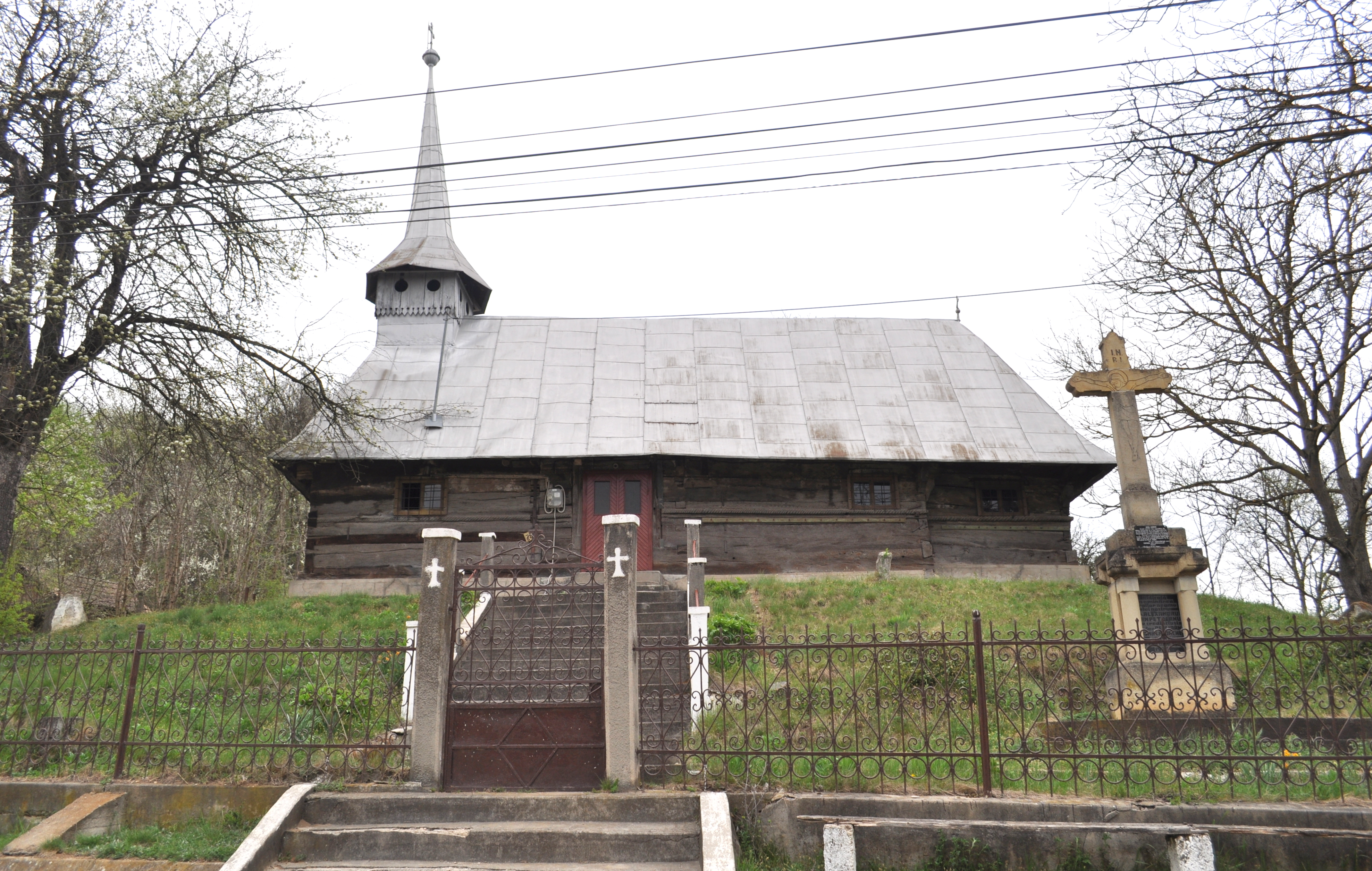
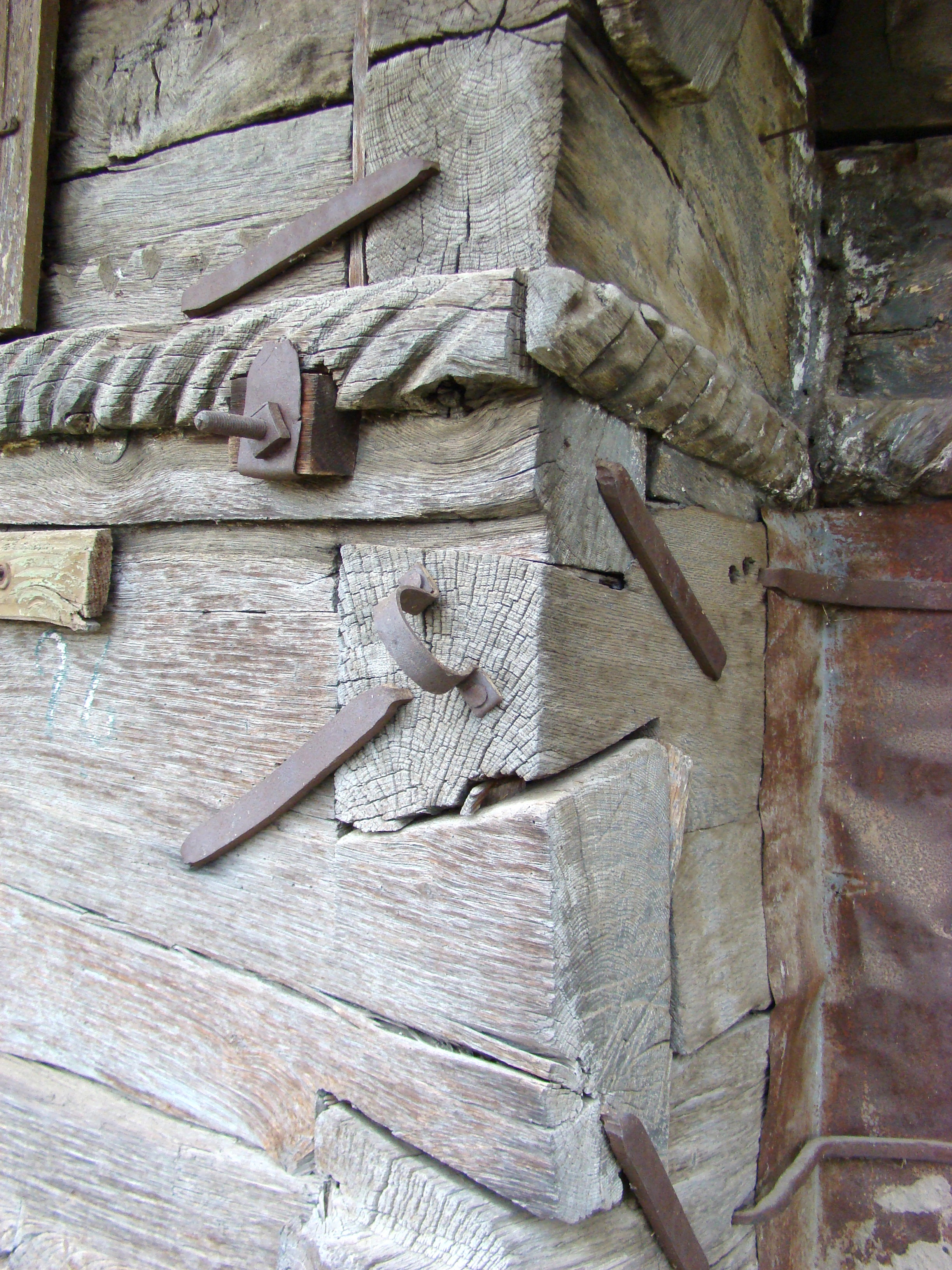
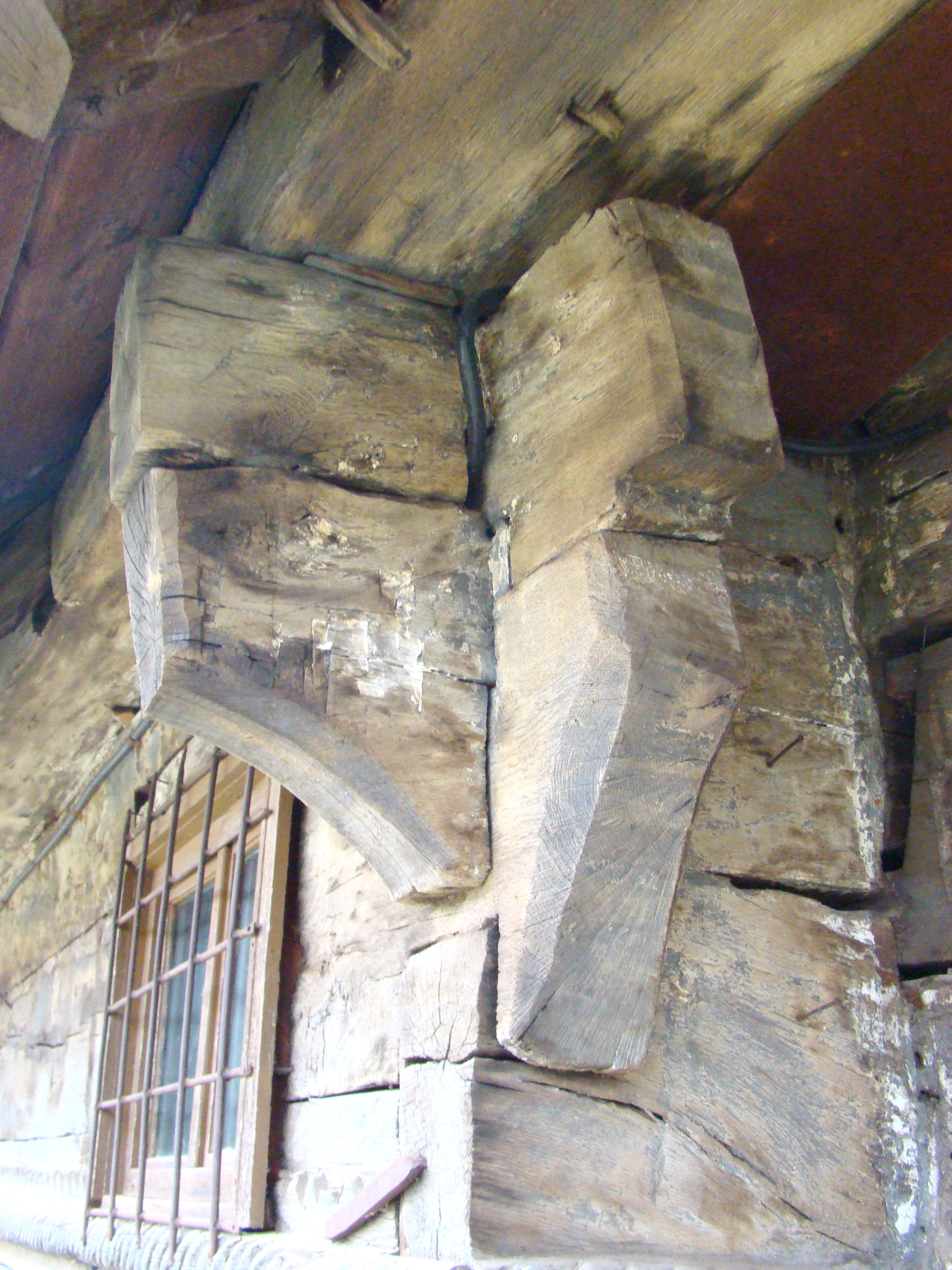
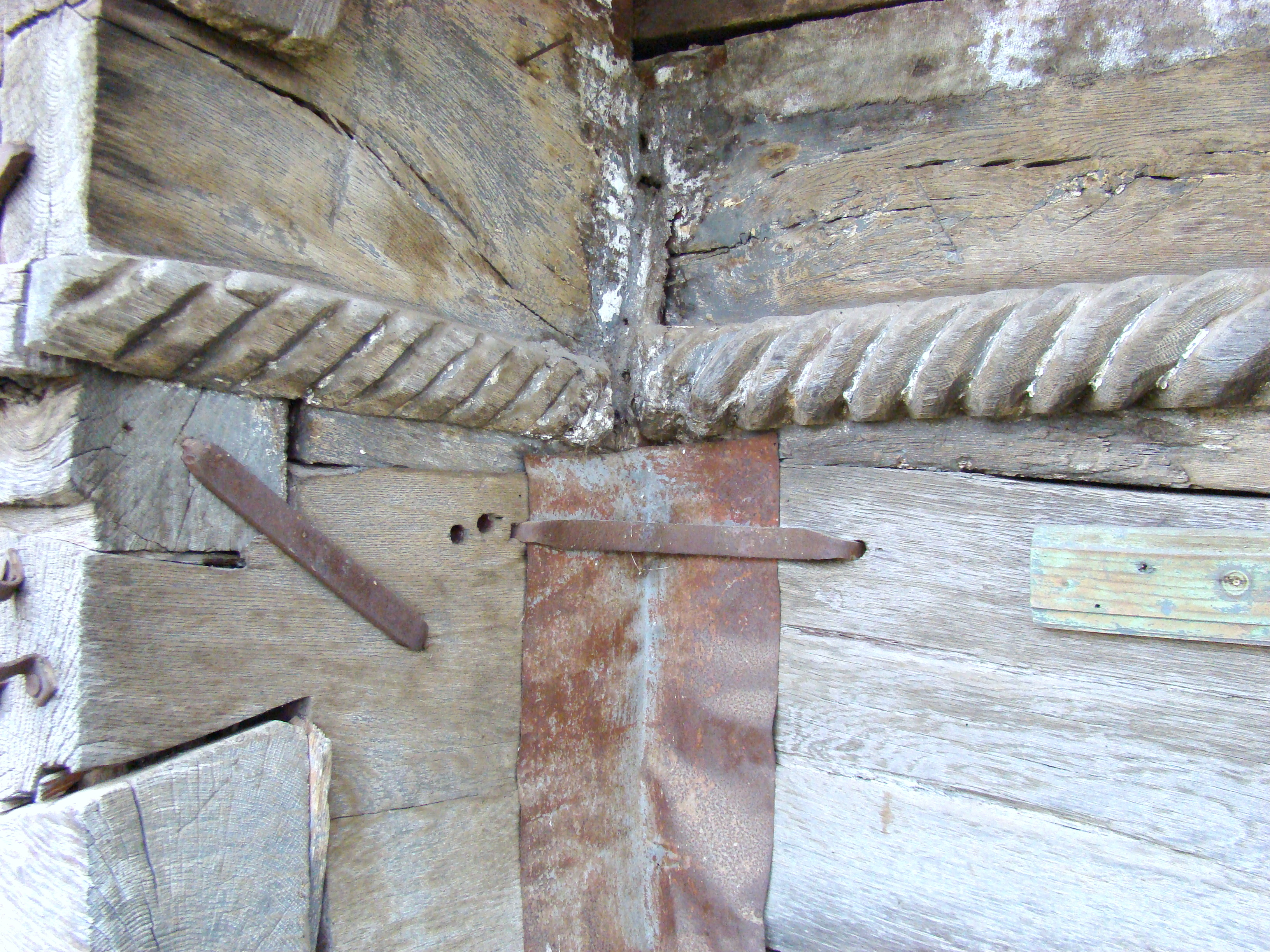
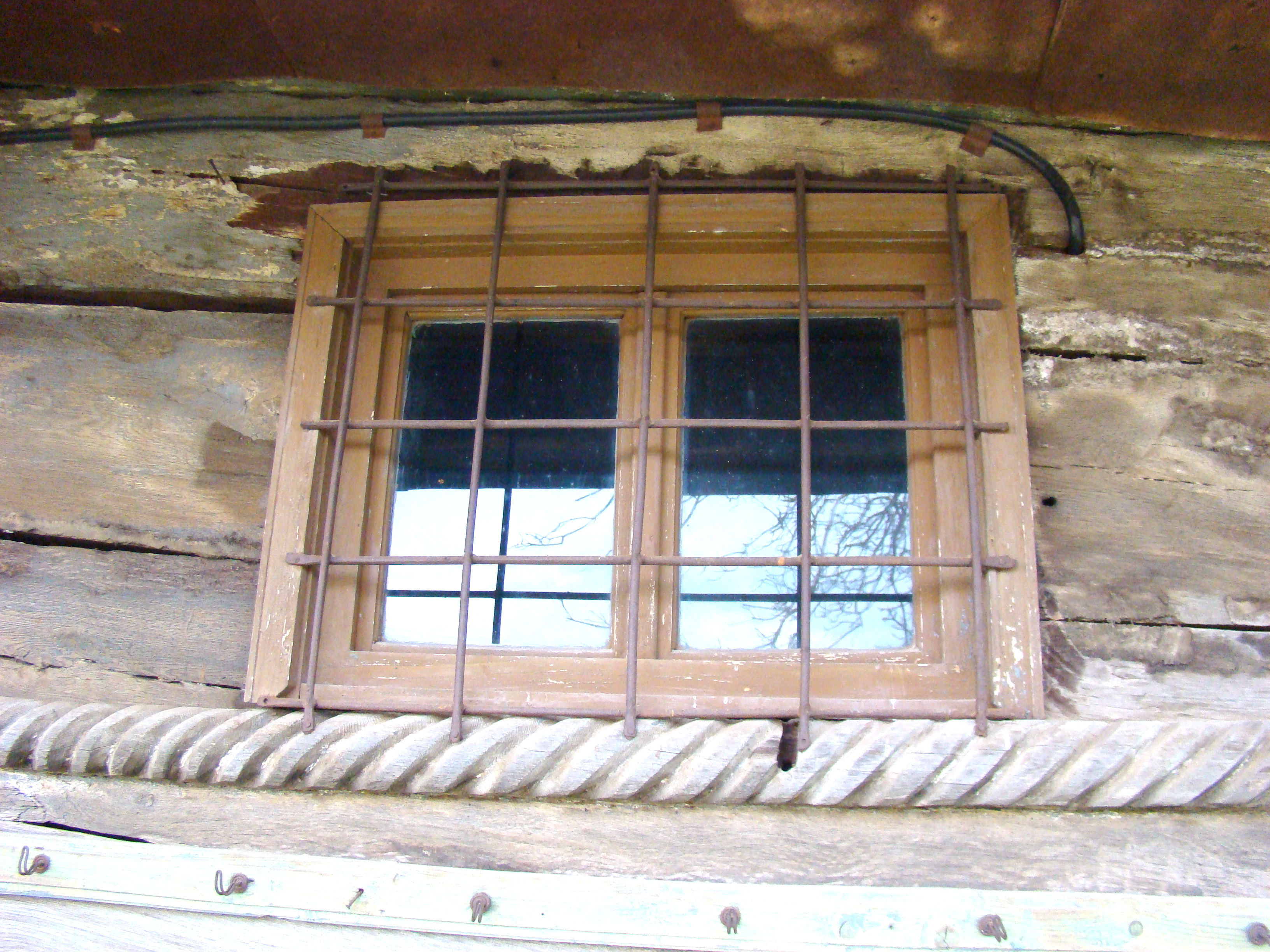
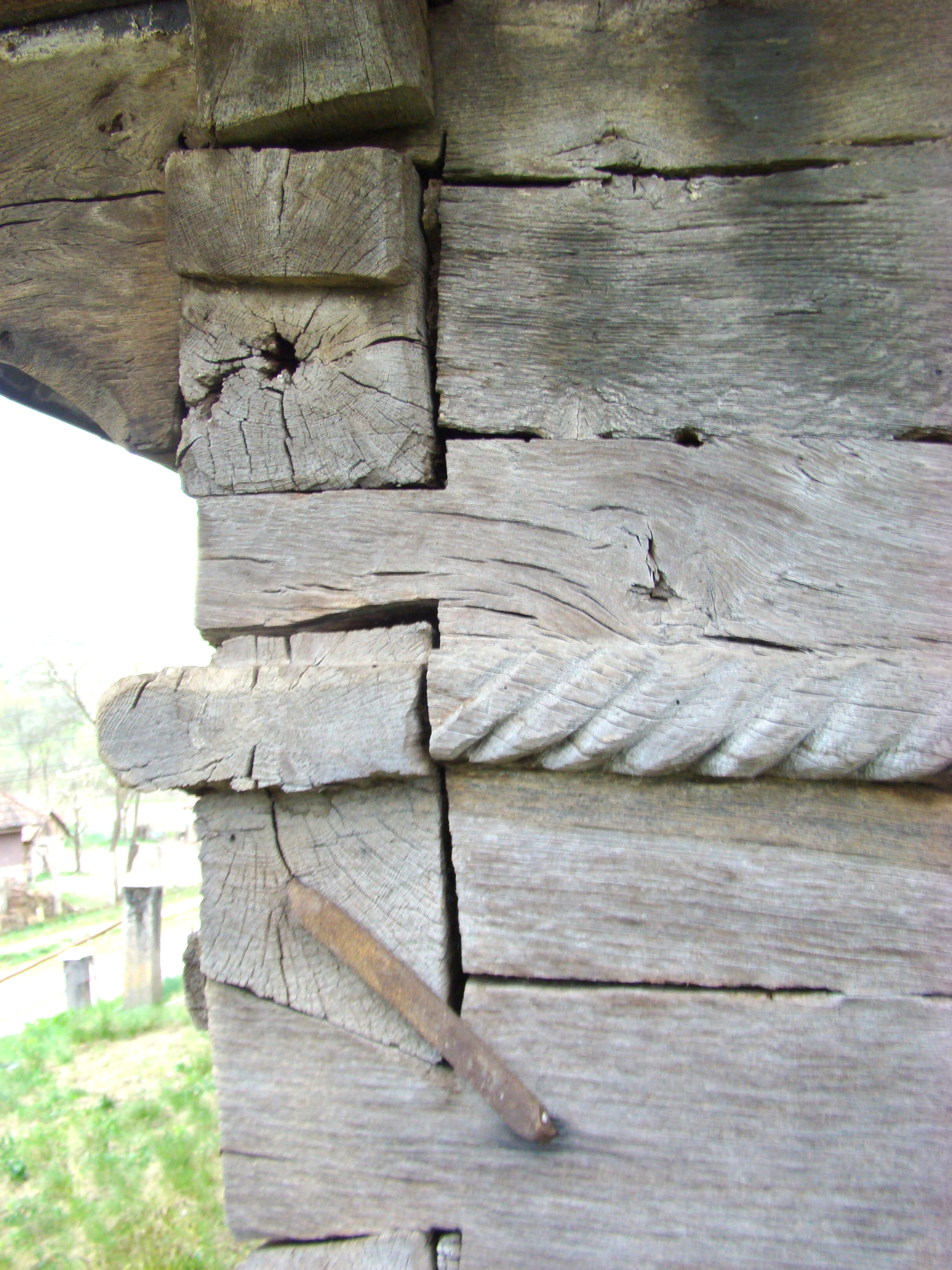
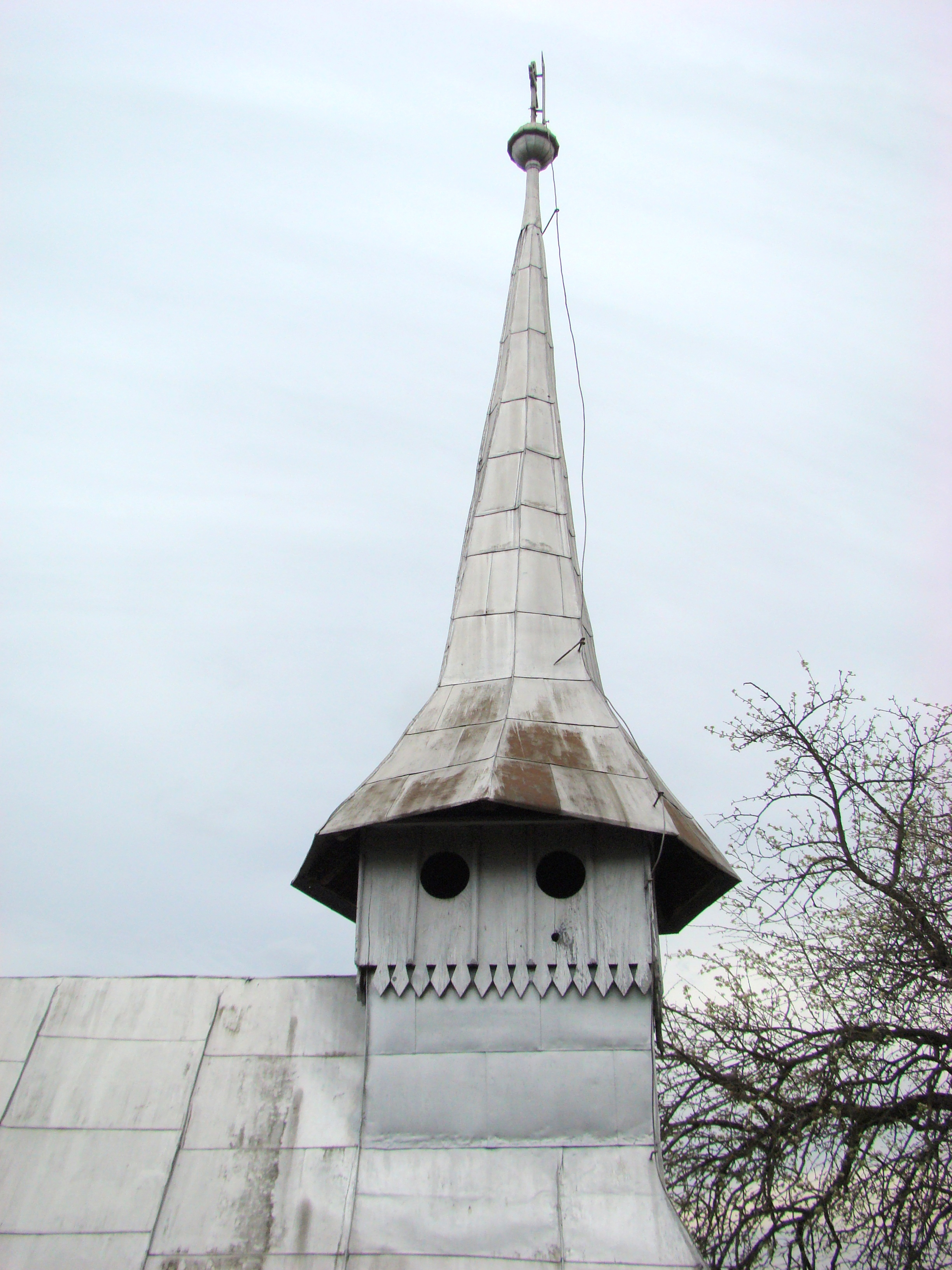
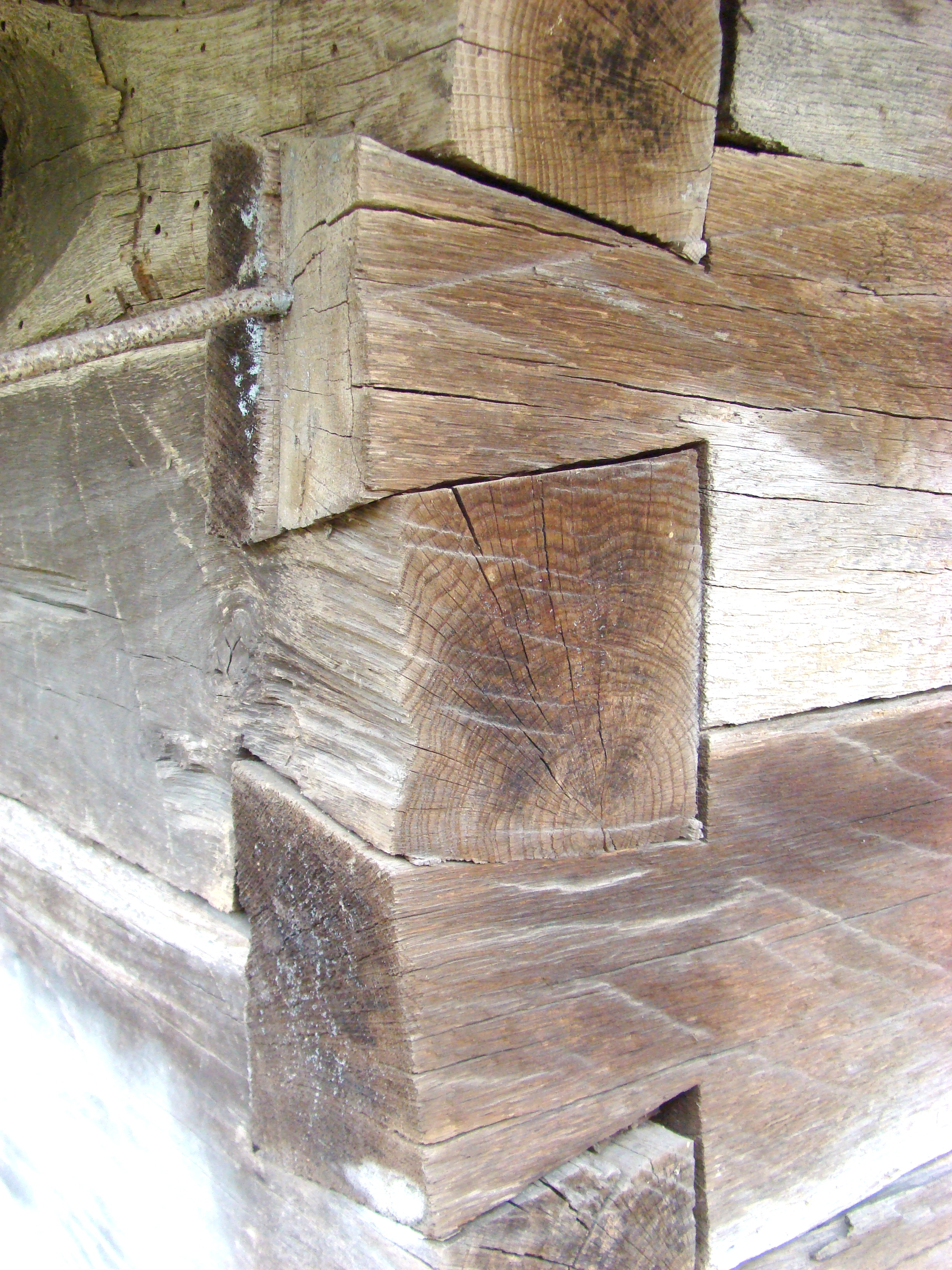
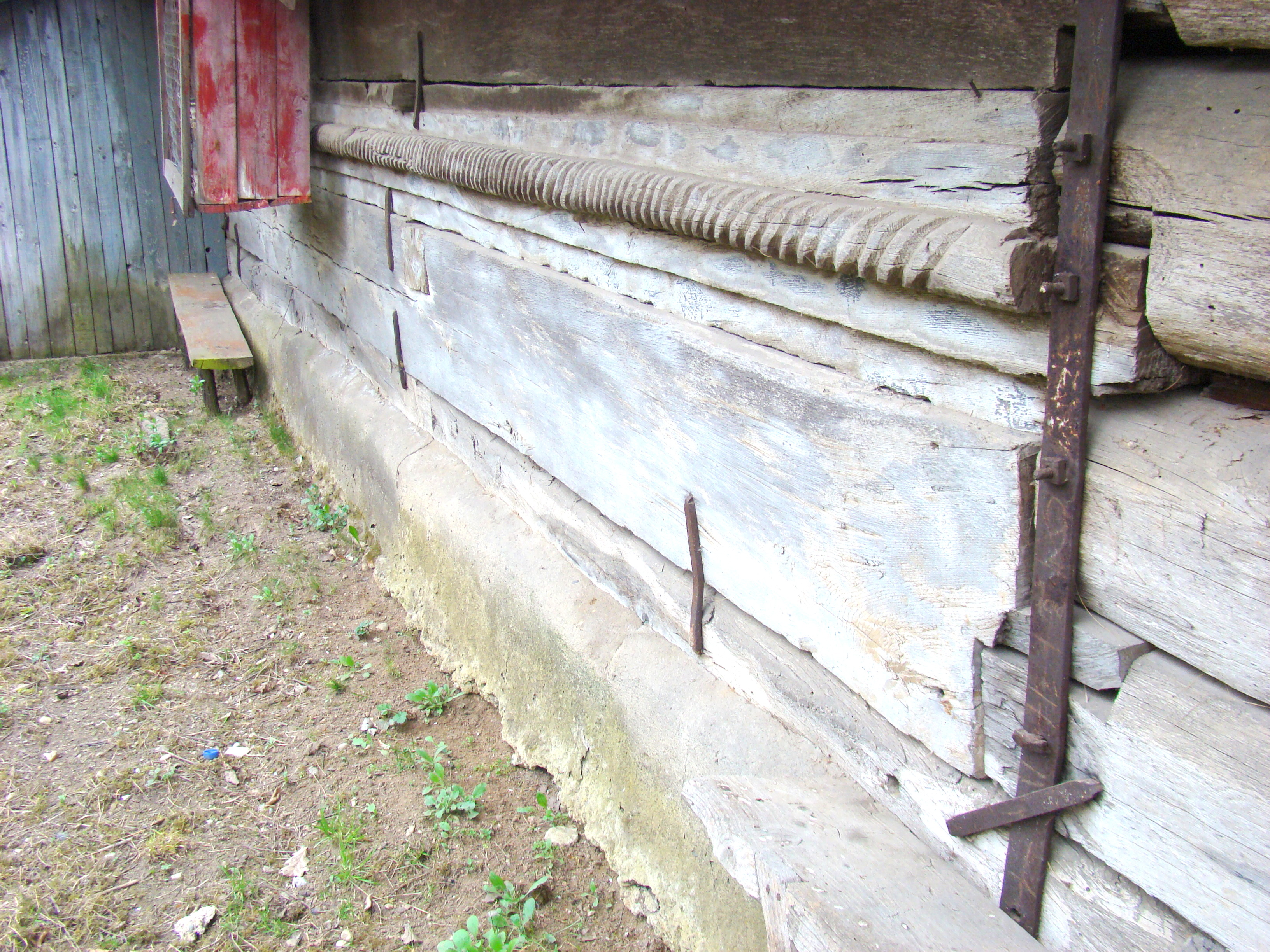
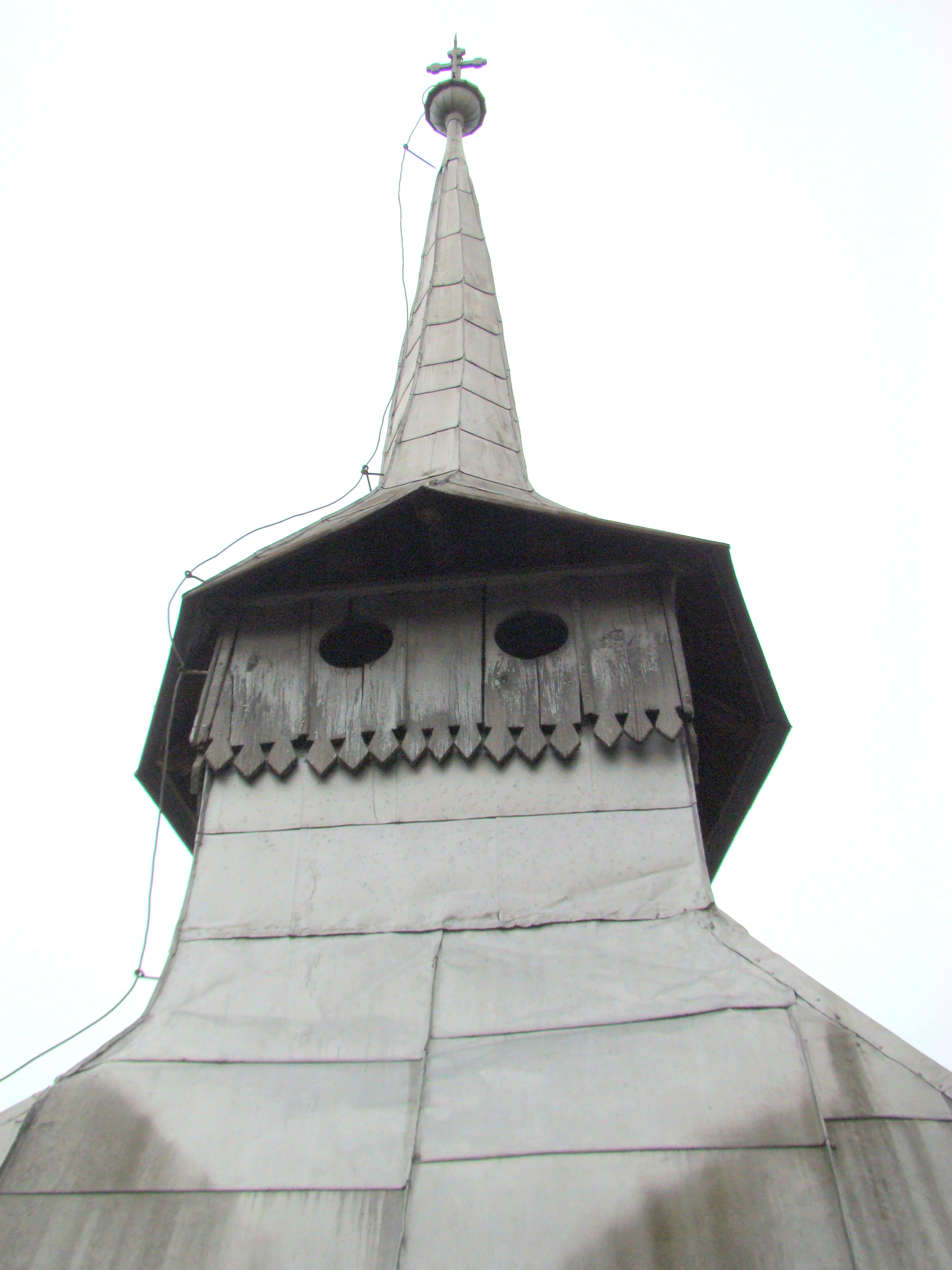
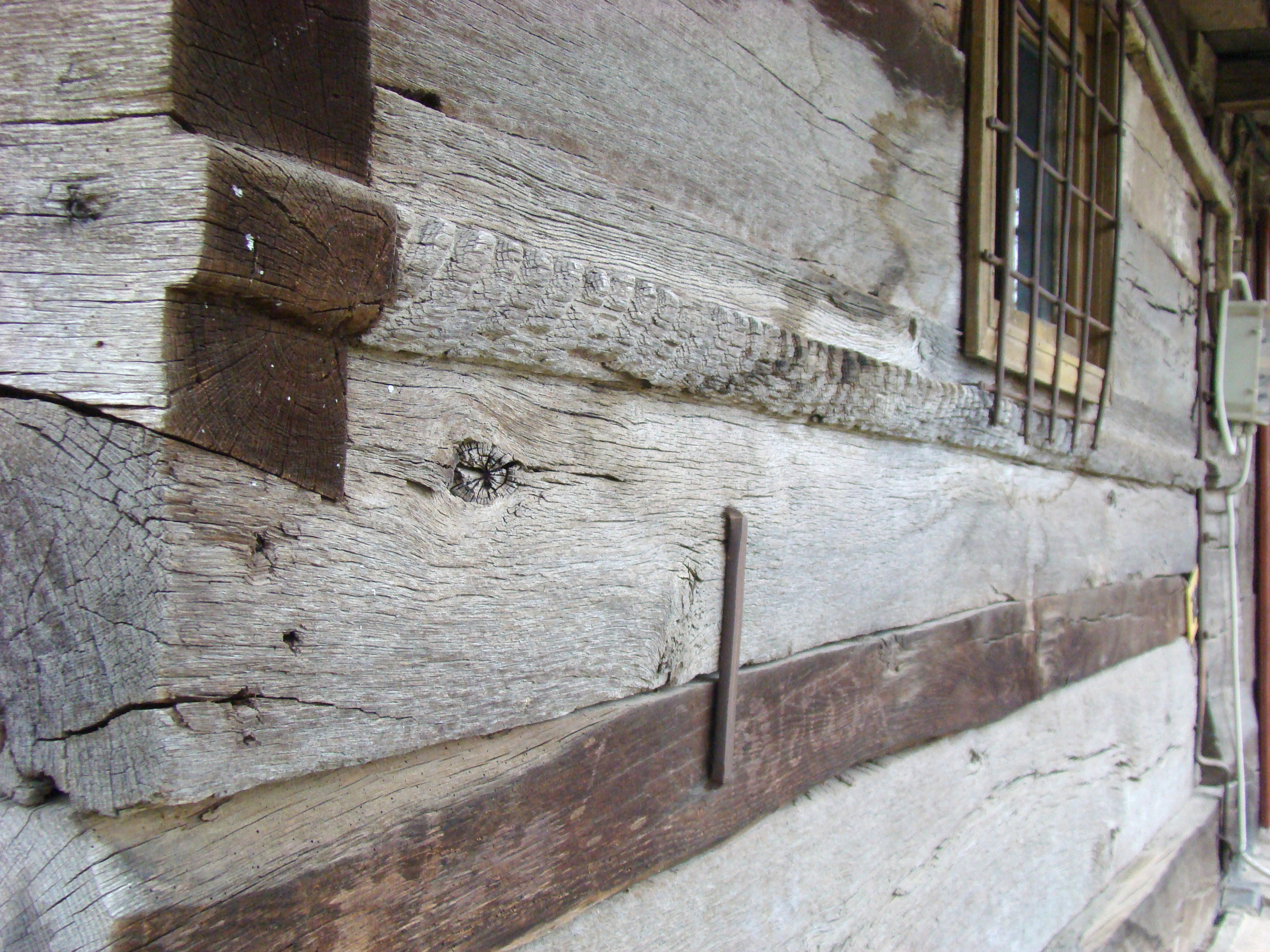
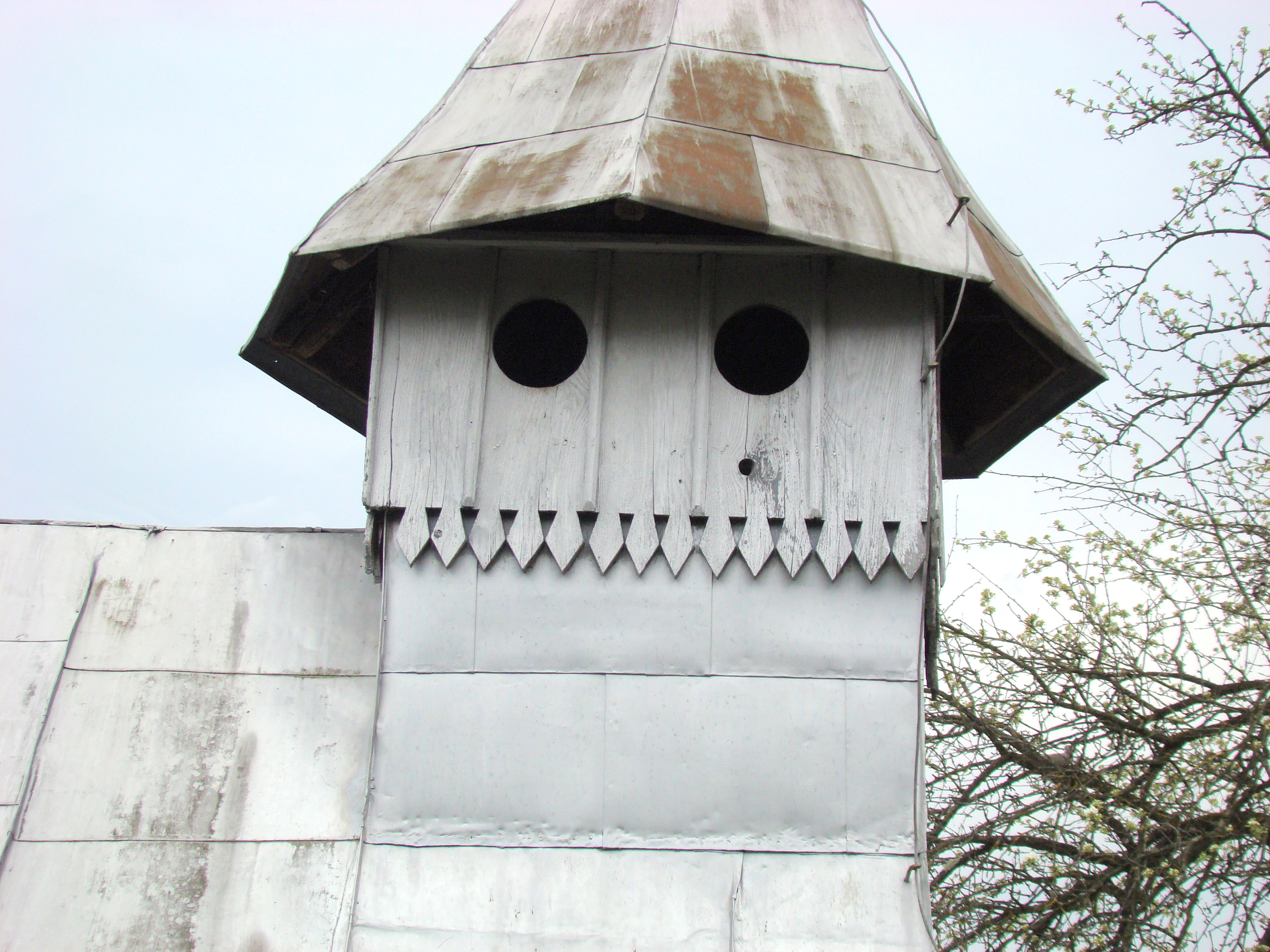
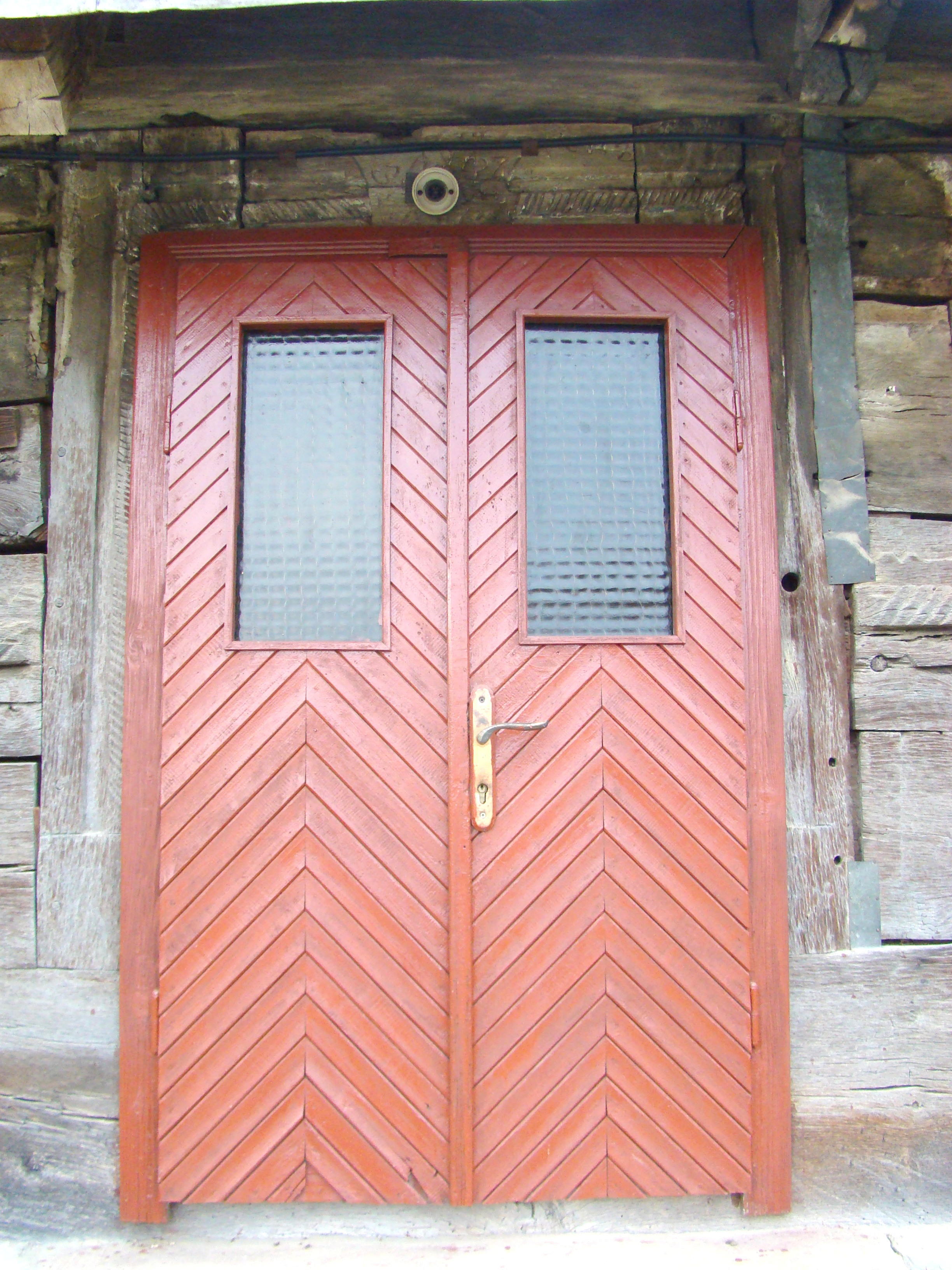
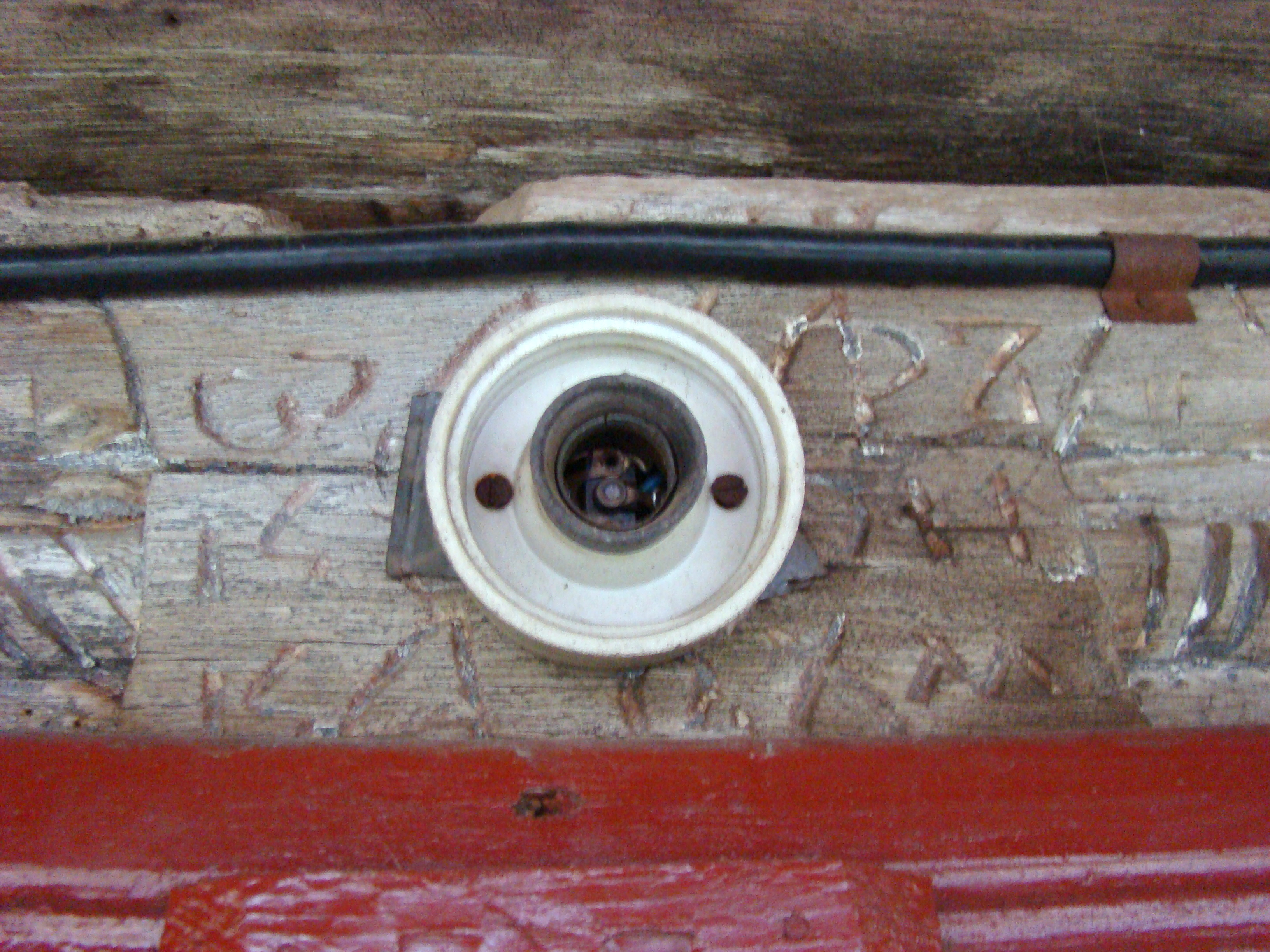
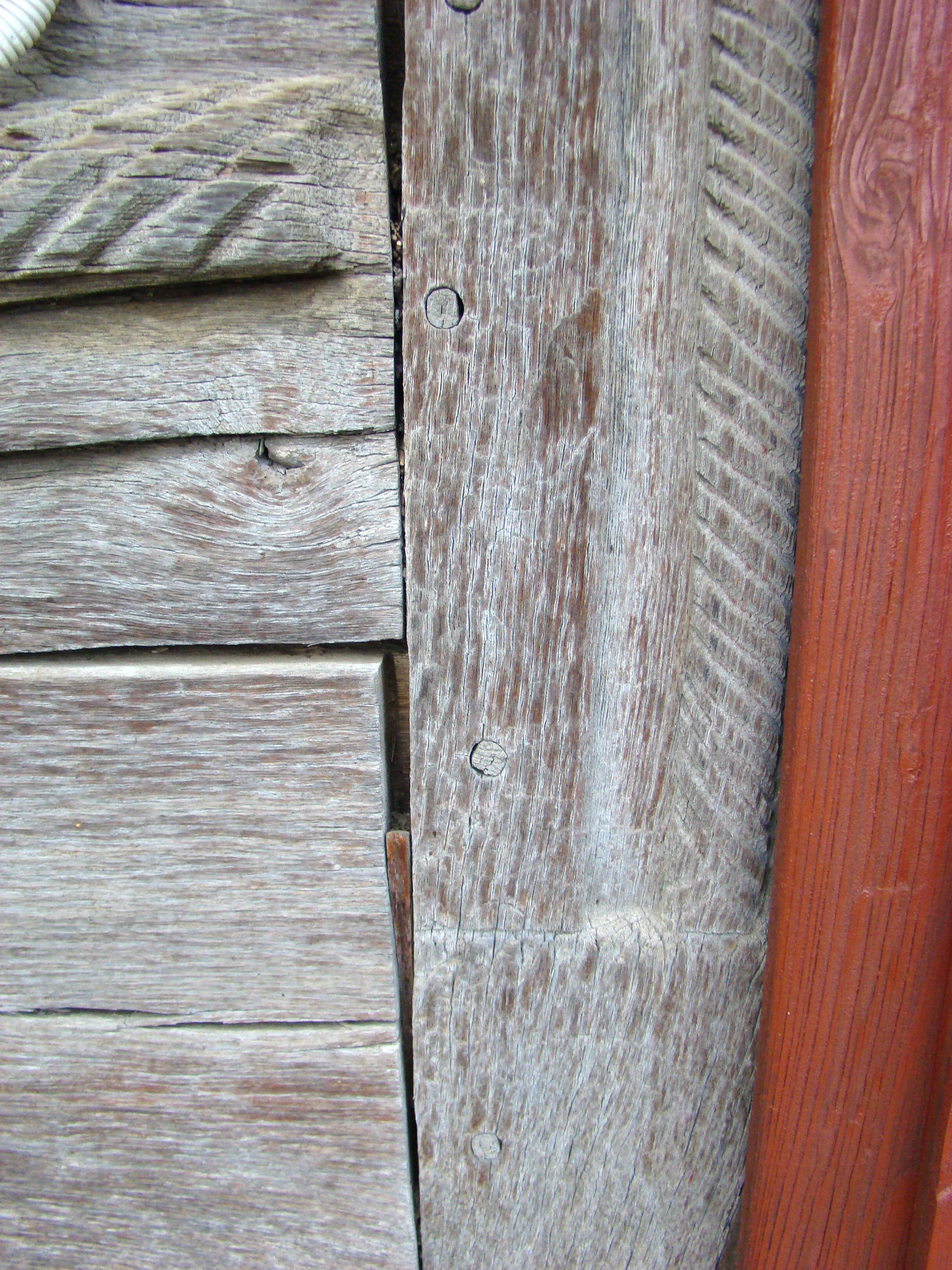